# Wyższa Szkoła Wojenna

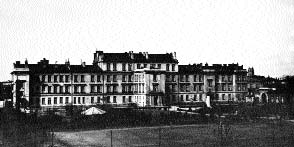
Siedziba Wyższej Szkoły Wojennej od 1923, Warszawa, ul. Koszykowa 79

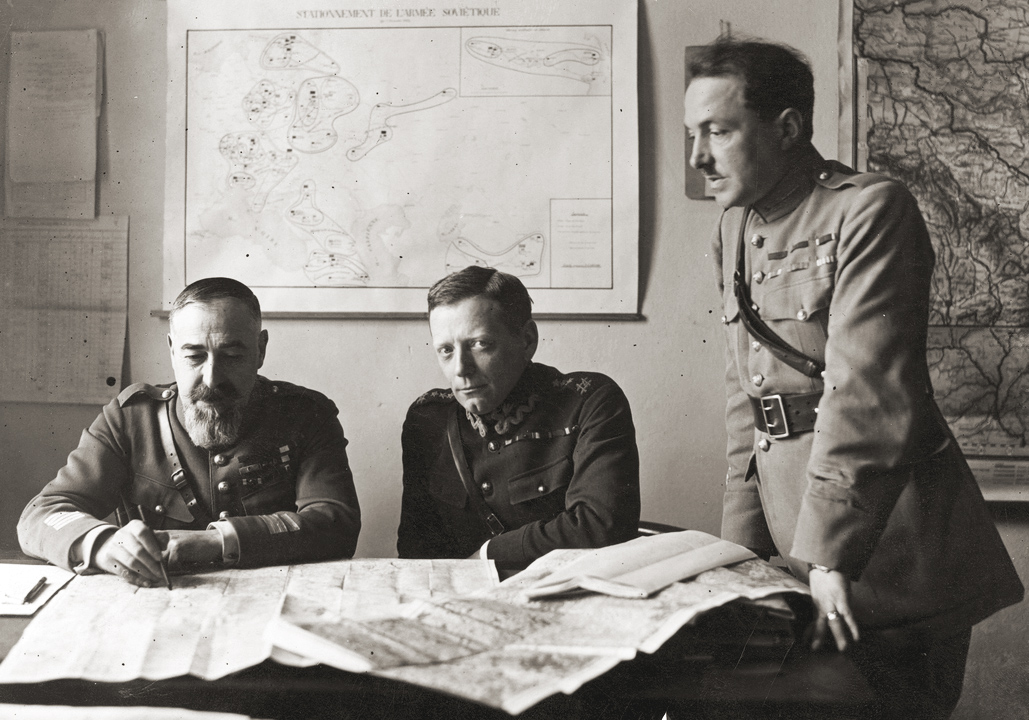
Louis Faury, Franciszek Kleeberg i mjr Pillegand, Wyższa Szkoła Wojenna 1926

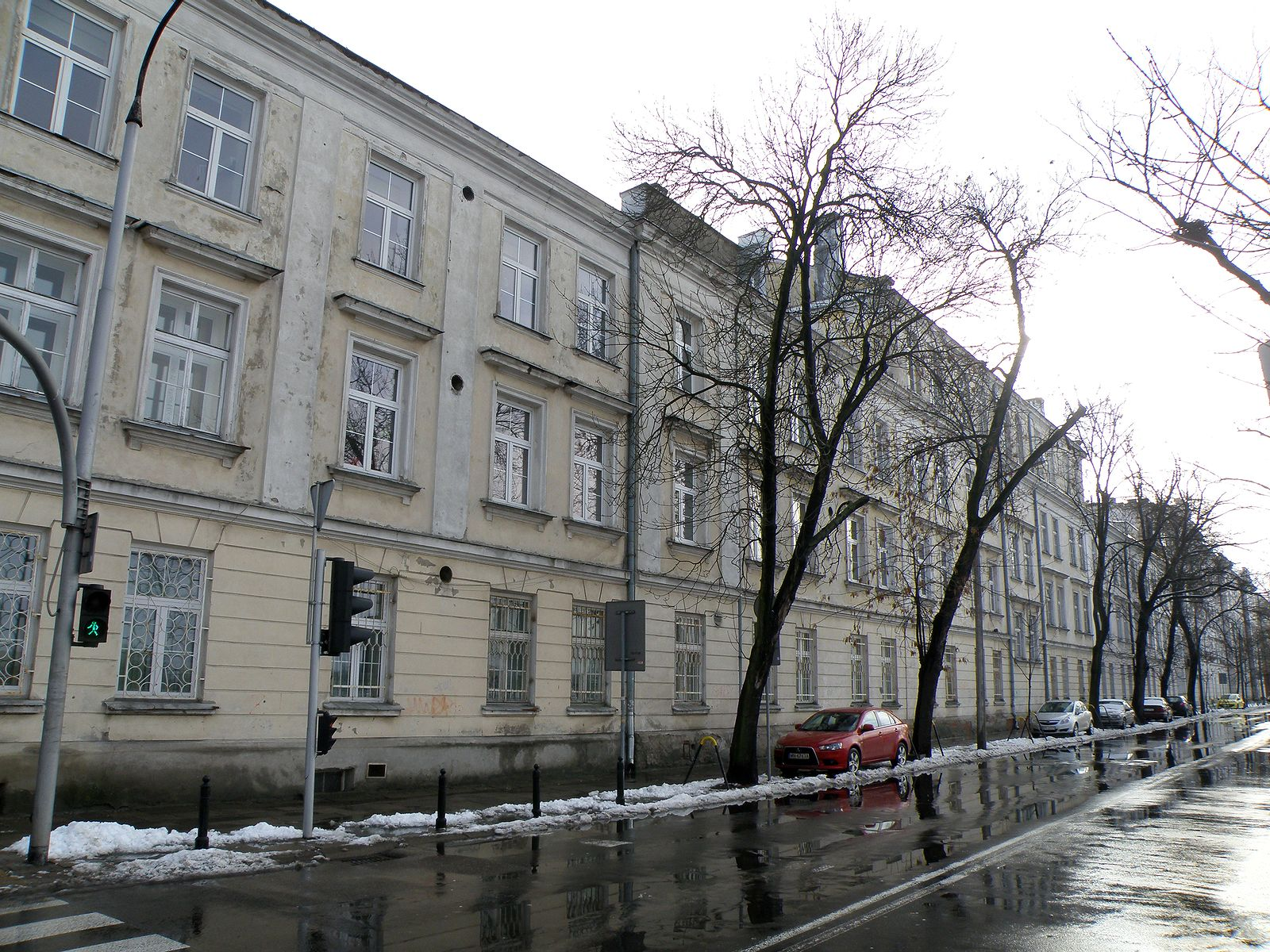
Współczesny widok siedziby Wyższej Szkoły Wojennej

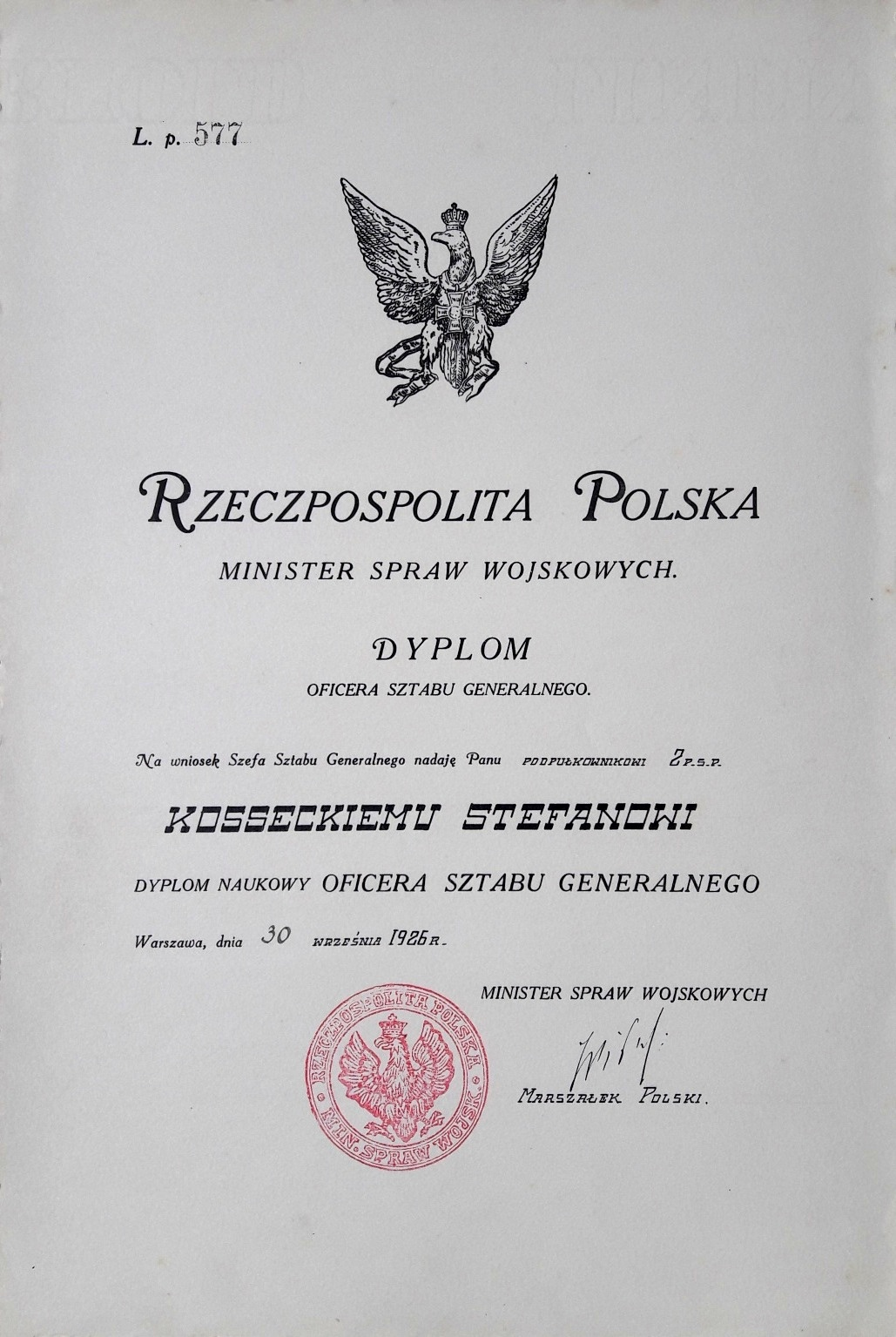
Dyplom oficera sztabu generalnego

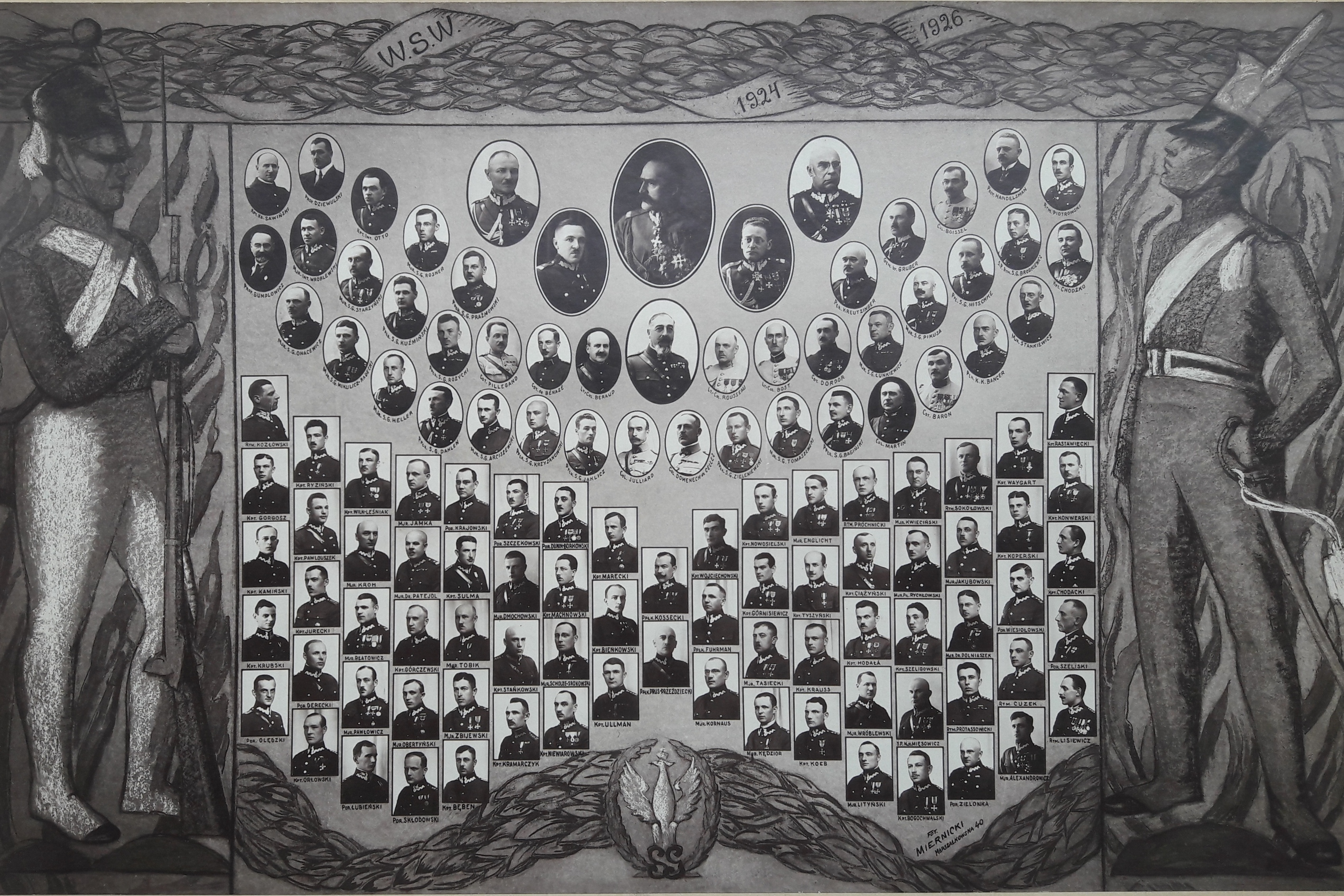
Kadra i absolwenci Wyższej Szkoły Wojennej w 1926

Wyższa Szkoła Wojenna (W.S.Woj.) – wyższa szkoła wojskowa Sił Zbrojnych II RP szkoląca i dokształcająca oficerów sztabów. W latach 1923–1939 siedziba szkoły znajdowała się w Warszawie przy ul. Koszykowej 79.

## Historia
Pierwszą wyższą uczelnią wojskową w armii przedwrześniowej była utworzona w czerwcu 1919 Wojenna Szkoła Sztabu Generalnego. Powstała ona na podstawie Dodatku Tajnego nr 10 do Dziennika Rozkazów Wojskowych. Komendantem Szkoły został wyznaczony generał porucznik Stanisław Puchalski, a jego doradcą francuski generał Spire. Wykładowców dla Uczelni dostarczyła Francuska Misja Wojskowa. W 1919 Uczelnia wykształciła 65 oficerów na pięciomiesięcznych kursach. W 1920 działalność Uczelni została przerwana ze względu na wojnę polsko-bolszewicką. Naukę wznowiono w styczniu 1921. Rozpoczęło ją 65 oficerów. Jesienią 1921 naukę w szkole przedłużono do dwóch lat.
Wyższa Szkoła Wojenna powstała latem 1922 w Warszawie na podstawie przemianowania Wojennej Szkoły Sztabu Generalnego, zgodnie z Tajnym Rozkazem Szkolnym z 16.08.1922. Tymczasowy Statut Wyższej Szkoły Wojennej był zawarty w Dzienniku Rozkazów Wojskowych nr 28 z 11.08.1922. Szkoła zgodnie z rozporządzeniem Prezesa Rady Ministrów była uznana za wyższy zakład naukowy. Uczelnia kontynuowała tradycje:
- Kursu wojennego oficerów Sztabu Generalnego w Warszawie (1917)
- Wojennej Szkoły Sztabu Generalnego w Warszawie (1919–1921)
- Szkoły Sztabu Generalnego w Warszawie (1921–1922)

Zadania Uczelni określono w następujący sposób; Celem szkoły jest wyłącznie fachowe wyszkolenie oficerów Sztabu Generalnego przez wpojenie szczególnie uzdolnionym i doświadczonym w służbie oficerom zawodowym o ustalonym silnym charakterze wyższego wojskowego wykształcenia teoretycznego i praktycznego, potrzebnego do służby w Sztabie Generalnym (z Tymczasowego Statutu). Na początku swojej działalności uczelnia kształciła i doszkalała w większości oficerów sztabowych i starszych (kapitan-rotmistrz). W kolejnych latach zwiększyła się liczba oficerów młodszych (poruczników). Porucznicy służby stałej, którzy ukończyli WSWoj byli mianowani kapitanami (rotmistrzami) przy najbliższych mianowaniach. Pozostałych oficerów, którzy ukończyli WSWoj można było mianować na kolejny stopień rok wcześniej aniżeli wymagała tego pragmatyka np. kapitan w korpusie oficerów broni by awansować na majora musiał przesłużyć w tym stopniu cztery lata, jeżeli w tym czasie ukończył wyższą szkołę wojskową mógł awansować po trzech latach służby w stopniu kapitana.
Do szkoły przyjmowano również hospitantów z innych armii, głównie Gruzinów, Ukraińców, Estończyków, Łotyszy oraz jednego Japończyka i Francuza.
Kurs normalny trwał dwa lata. Absolwenci uzyskiwali dyplom naukowy oficera Sztabu Generalnego, od 1929 dyplom naukowy oficera dyplomowanego, a od 1933 tytuł naukowy oficera dyplomowanego. Do 1939 szkołę ukończyło ponad tysiąc absolwentów, a w latach 1941–1946 wypromowano dalszych 296.
22 grudnia 1928 Minister Spraw Wojskowych zmienił dotychczasową nazwę „Sztab Generalny” na „Sztab Główny” oraz tytuł „Oficer Sztabu Generalnego” na „Oficer dyplomowany”, a ponadto przyznał oficerom dyplomowanym wszystkich stopni prawo noszenia dotychczasowych oznak oficerów Sztabu Generalnego.
Początkowo program nauczania oparty był na wzorach francuskich. Olbrzymi wpływ na proces kształcenia miała francuska misja wojskowa, a szczególnie płk Ludwik Faury. W latach 1928–1939 komendantem WSWoj był generał Tadeusz Kutrzeba.
15 grudnia 1920 Minister Spraw Wojskowych przekazał „ogólne kierownictwo Szkołą Sztabu Generalnego i wszystkie z nią związane sprawy Szefowi Sztabu Generalnego”. W sprawach kwaterunkowych, gospodarczych, sanitarnych i dyscypliny szkoła podlegała dowódcy Okręgu Korpusu nr I.
W pierwszej dekadzie marca 1923 do dawnych rosyjskich koszar artylerii przy Filtrach przy ul. Koszykowej 79 róg Suchej (dziś Krzywickiego), przeniesiono siedzibę szkoły z tymczasowej siedziby przy al. J.Ch. Szucha 23 i z koszar kawalerii przy ówczesnej Huzarskiej 1/5, z wyjątkiem kursów doszkalających, które do 1925 prowadzono w gmachu Szkoły Podchorążych Piechoty, Al. Ujazdowskie 1/7.
19 marca 1923, w Święto szkoły, odbyła się ceremonia poświęcenia gmachu przy ulicy Koszykowej 79. W uroczystości wziął udział Prezydent RP Stanisław Wojciechowski, Prezes Rady Ministrów, gen. dyw. Władysław Sikorski, w zastępstwie chorego Ministra Spraw Wojskowych, gen. dyw. Aleksander Osiński, Wiceminister Spraw Wojskowych, dr Jan Waygart, I zastępca szefa Sztabu Generalnego, gen. bryg. Józef Rybak, zastępca dowódcy Okręgu Korpusu Nr I, gen. bryg. Eugeniusz Pogorzelski, komendant miasta stołecznego Warszawy, gen. bryg. Stefan Suszyński, Generalny Inspektor Jazdy, gen. broni Tadeusz Rozwadowski i szef francuskiej Misji Wojskowej, gen. dyw. Charles Joseph Dupont.
W piątek 4 maja 1923 szkołę wizytował marszałek Francji i marszałek Polski Ferdynand Foch.
W 1932 uczelnia została podporządkowana Generalnemu Inspektorowi Sił Zbrojnych.
Powołany został Komitet Wyższej Szkoły Wojennej. W jego skład weszli:
- gen. Kazimierz Sosnkowski – przewodniczący
- gen Edward Śmigły-Rydz
- gen. Kazimierz Fabrycy – I wiceminister
- gen. Tadeusz Kutrzeba – komendant WSWoj
- gen. Janusz Gąsiorowski – szef Sztabu Głównego

W ramach uczelni funkcjonowała także:
- Wyższa Szkoła Intendentury – od 1 listopada 1921,
- Wyższa Szkoła Lotnicza – od 1936.

Szkoła prowadziła także kursy dokształcające i specjalistyczne oraz współpracowała z Centrum Wyższych Studiów Wojskowych.
Po wojnie budynek został przekazany Politechnice Warszawskiej i dziś mieści Szkołę Biznesu i część Wydziału Transportu Politechniki Warszawskiej.

## Kadra Wyższej Szkoły Wojennej

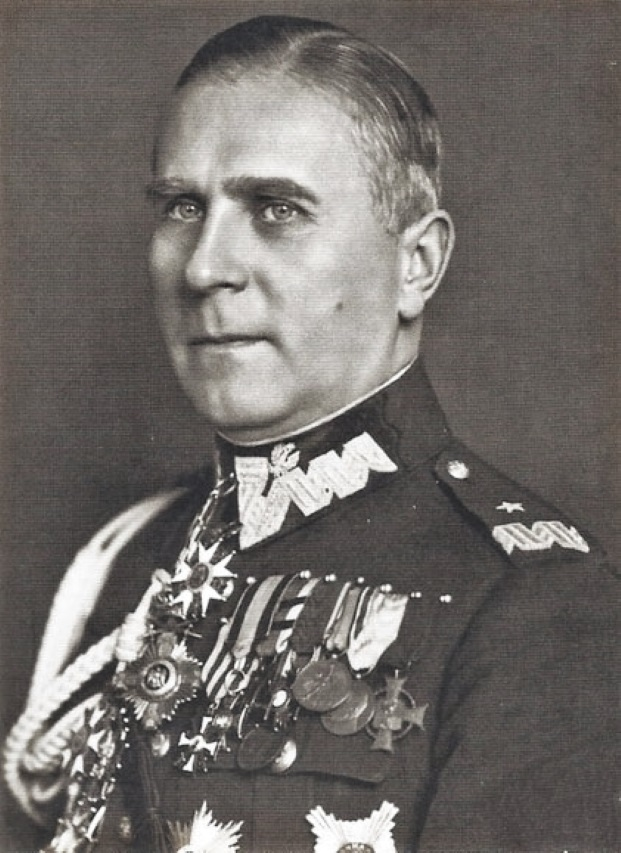
gen. bryg. Tadeusz Kutrzeba

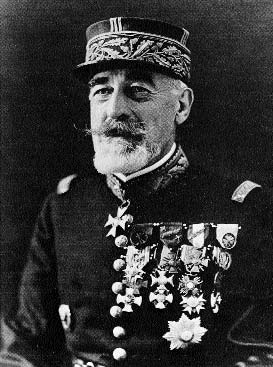
Dyrektor nauk WSWoj płk Sztabu Generalnego Armii Francuskiej Louis Faury

### Dowódcy i komendanci szkoły
- gen. por. Stanisław Puchalski (10 VI 1919 – 10 II 1920[6])
- gen. ppor. Stefan Majewski (10 II 1920 – 6 VII 1921)
- gen. dyw. Gustaw Zygadłowicz (6 VII 1921 – 2 X 1922)
- tyt. gen. dyw. w st. spocz. Aureli Serda-Teodorski (1 XI 1922 – 21 X 1925[7])
- gen. dyw. Kazimierz Dzierżanowski (21 X 1925 – 3 VIII 1926)
- gen. bryg. Edmund Kessler (20 IX 1926 – 30 X 1928)
- gen. dyw. Tadeusz Kutrzeba (1928–1939)
- płk dypl. Józef Smoleński (IX 1942–III 1943)
- płk dypl. Marian Korewo (III 1943–IX 1944)
- płk dypl. Roman Władysław Szymański (IX 1944–VII 1946)

### Pozostałe osoby funkcyjne
Zastępcy komendanta
- gen. bryg. Józef Kalicki (do 3 XII 1924[8])
- płk dypl. Adam Nałęcz Nieniewski (IV–X 1925)

Dyrektor nauk
- płk Louis Faury

II dyrektorzy nauk
- płk SG Franciszek Kleeberg (XI 1925–III 1927)
- ppłk SG Tadeusz Zieleniewski (p.o. od XI 1927)

Zastępcy dyrektora nauk
- płk rez. powoł. do sł. czyn. SG Jan Bezard (od 1 XII 1925)
- ppłk SG Tadeusz Alf-Tarczyński (od X 1927[9])

Kierownicy kursów (roczników)
- ppłk dypl. Stefan Mossor
- mjr dypl. Tadeusz Tomaszewski (do I 1930)

Kierownicy katedr
- ppłk SG Roman Abraham (katedra taktyki ogólnej)
- płk dypl. Jerzy Grobicki (katedra taktyki kawalerii I 1930–XI 1931)
- ppłk dypl. Aleksander Pragłowski (katedra taktyki ogólnej 1926–1927 i 1927–1929)
- ppłk dypl. Władysław Frączek (katedra taktyki ogólnej 1929–1931)
- ppłk dypl. Stanisław Sosabowski (katedra taktyki operacyjnej służby sztabów)

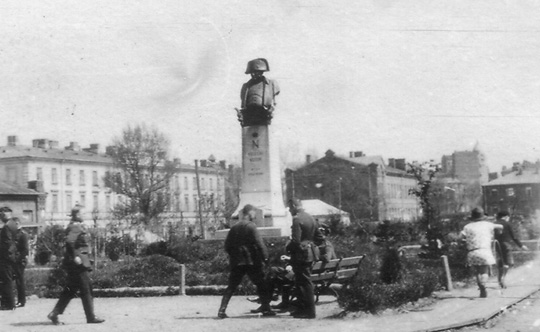
Popiersie Napoleona przed wejściem do Wyższej Szkoły Wojennej. Obecnie w Muzeum Wojska Polskiego

### Wykładowcy i asystenci
- Mieczysław Biernacki (taktyka kawalerii)
- Antoni Chruściel (taktyka)
- Ludwik Jacek Ciba (artyleria)
- Wacław Dahlen (taktyka łączności)
- Orest Teodor Dżułyński
- Józef Ekkert (wykładowca)
- Władysław Frączek (operacyjna służba sztabów)
- Władysław Eugeniusz Heller (taktyka lotnictwa)
- Jan Hyc (operacyjna służba sztabów)
- Stanisław Jasiński (taktyka lotnictwa)
- Juliusz Kleeberg (taktyka)
- Marian Kukiel (historia wojskowości)
- Leon Mitkiewicz-Żółłtek
- Aleksander Zygmunt Myszkowski
- Julian Marian Piasecki
- Bronisław Rakowski (taktyka kawalerii)
- Stanisław Rola-Arciszewski (taktyka ogólna)
- Marian Romeyko (taktyka lotnictwa)
- Klemens Rudnicki
- Stanisław Sadowski (wykładowca)
- Stefan Józef Springer
- Wacław Stachiewicz
- Czesław Szystowski (asystent)
- Józef Teslar (tłumacz jęz. franc.)
- Władysław Weryho (od X 1933)
- Marceli Rewieński
- Jan Kosina (geografia wojenna)

### Obsada personalna szkoły w marcu 1939
Komenda Szkoły
- komendant – gen. dyw. Tadeusz Kutrzeba
- oficer ordynansowy – rtm. adm. Jan II Pniewski
- w dyspozycji komendanta – gen. dyw. kontr. Aleksander Zakariadze
- pomocnik komendanta – ppłk dypl. kaw. Adam Mniszek (1 IX 1932 – 1 IX 1939 → komendant Kwatery Głównej NW)
- naczelny lekarz medycyny – mjr lek. dr Mikołaj Kiszkiel
- instruktor jazdy konnej – mjr adm. (kaw.) Zygmunt Cierpicki
- oficer mobilizacyjny – kpt. adm. (piech.) Mikołaj II Kamiński
- referent personalny – kpt. adm. (piech.) Stanisław II Jackowski
- oficer techniczny budynków szkoły – kpt. adm. (piech.) Stanisław Jan Raszek
- kierownik kancelarii głównej – kpt. adm. (piech.) Kazimierz II Kujawski
- pomocnik komendanta do spraw gospodarczych – mjr kaw. Jerzy Telesfor Suryn
- oficer gospodarczy – kpt. int. Bolesław Karwowski
- oficer materiałowy – kpt. int. Aleksander II Górski
- dowódca szwadronu luzaków – rtm. Edmund Kuchcicki †1940 Charków

Dział Nauk
- kierownik I kursu – płk dypl. piech. Marian Porwit
- kierownik II kursu – płk dypl. piech. Tadeusz Klimecki
- sekretariat kierowników kursów – rtm. adm. Stanisław Świderski
- kierownik przedmiotu historia wojen – płk dypl. kaw. Witold Radecki-Mikulicz
- wykładowca – mjr dypl. kaw. dr inż. Władysław Dziewanowski
- kierownik przedmiotu służby sztabów I kursu – ppłk dypl. piech. Witold Barlog
- wykładowca – mjr dypl. kaw. Edmund Leopold Chełmiński
- wykładowca – mjr dypl. piech. Stanisław Sielecki †7 IX 1952[11]
- wykładowca – kpt. dypl. piech. Stanisław Niewiarowski
- kierownik przedmiotu służby sztabów I kursu – ppłk dypl. piech. Włodzimierz Brayczewski
- wykładowca – mjr dypl. kaw. Michał Kłopotowski †1940 Charków
- wykładowca – mjr dypl. art. Zygmunt Pieńkowski
- wykładowca – mjr dypl. sap. Stefan II Piotrowski
- kierownik przedmiotu taktyka ogólna I kursu – ppłk dypl. piech. Kazimierz Władysław Sabatowski
- wykładowca – ppłk dypl. piech. Bohdan Geisler
- wykładowca – ppłk dypl. art. Stanisław XII Nowicki
- wykładowca – mjr dypl. kaw. Jerzy Falkowski
- wykładowca – mjr dypl. art. Stanisław Wincenty Zaleski
- kierownik przedmiotu taktyka ogólna I kursu – ppłk dypl. piech. Feliks Robakiewicz
- wykładowca – ppłk dypl. piech. Władysław II Krawczyk
- wykładowca – mjr dypl. piech. Filip Jan Dubeński
- wykładowca – mjr dypl. piech. Zygmunt Stefan Kazimierz Jarski
- wykładowca – mjr dypl. piech. Eryk Migula
- kierownik przedmiotu taktyki piechoty – ppłk dypl. piech. Ignacy Wądołkowski
- wykładowca – ppłk dypl. piech. Józef Ullman
- wykładowca – mjr dypl. piech. Bohdan Olechowski
- kierownik przedmiotu taktyki kawalerii – ppłk dypl. kaw. Ziemowit Grabowski
- wykładowca – mjr dypl. kaw. Zygmunt Dobrowolski
- wykładowca – mjr dypl. kaw. mgr inż. Władysław Dziewanowski
- kierownik przedmiotu taktyki artylerii – ppłk dypl. art. Edward Bagieński
- wykładowca – ppłk dypl. art. Stanisław Gliwicz
- wykładowca – mjr dypl. art. Adam Witold Chorzewski
- wykładowca – mjr dypl. art. Stanisław Mayer
- kierownik przedmiotu taktyki lotnictwa – mjr dypl. lot. Jan Koźmiński
- wykładowca – mjr dypl. lot. Bohdan Kleczyński
- wykładowca OPL – mjr dypl. art. Antoni Mordasewicz
- kierownik przedmiotu taktyka broni pancernej – ppłk dypl. piech. Marian Strażyc
- wykładowca – wakat
- kierownik przedmiotu taktyka saperów – ppłk dypl. sap. Józef Szylling
- wykładowca – mjr dypl. sap. Michał Protasewicz
- wykładowca – mjr dypl. sap. Zygmunt Franciszek Rokicki
- kierownik przedmiotu taktyka łączności – ppłk dypl. łącz. Mieczysław Zaleski
- wykładowca – mjr dypl. łącz. Władysław Jamka
- wykładowca – mjr łącz. Władysław Filler
- kierownik przedmiotu służba zdrowia – płk lek. dr Stanisław Orlewicz †1940 Katyń
- wykładowca – ppłk lek. dr Walerian Józef Jaworski
- wykładowca – mjr lek. dr Stefan Pieńczykowski (szef służby zdrowia Samodzielnej Brygady Strzelców Podhalańskich, †23 IX 1942 Perth)
- sekretarz kursów szefów służby zdrowia i wykładowca – kpt. lek. dr Leon Bazała

- dyrektor nauk kursu doskonalenia dla oficerów dyplomowanych – płk dypl. piech. Stanisław Lityński
- sekretarz kursu doskonalenia dla oficerów dyplomowanych – kpt. dypl. art. Marian Utnik
- kierownik przedmiotu operacyjna służba sztabów – ppłk dypl. piech. Mieczysław Sulisławski
- wykładowca – mjr dypl. piech. Bronisław Kwaskowski
- wykładowca taktyki ogólnej – ppłk dypl. Jan Rzepecki

## Kurs Oficerów Sztabu Generalnego w Warszawie w 1917

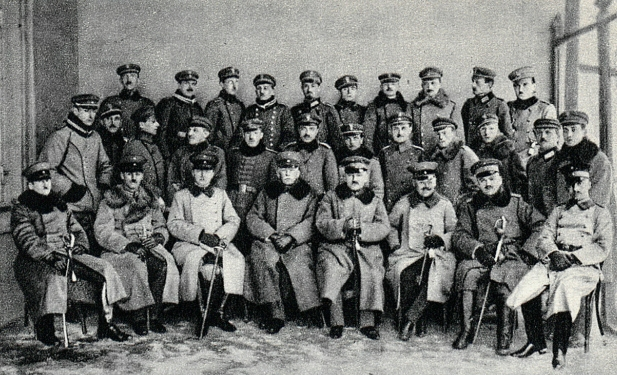
Absolwenci kursu wojennego oficerów Sztabu Generalnego z gen. von Barthem, 1917

Kurs oficerów sztabowych i adiutantów wyższych dowództw – kurs szkoleniowy zorganizowany w 1917 roku, w Warszawie, dla oficerów Polskiego Korpusu Posiłkowego.
20 września 1916 cesarz Austrii i król Węgier Franciszek Józef I na wniosek Najwyższego Naczelnego Dowództwa Armii (niem. Armeeoberkommando) zadecydował o przeformowaniu Legionów Polskich w Polski Korpus Posiłkowy (niem. Polnischen Hilfskorps) w składzie dwóch dywizji. Formowanie dywizji piechoty wymusiło potrzebę przeszkolenia grupy oficerów, którzy posiadaliby kwalifikacje niezbędne do zajmowania stanowisk służbowych na tym szczeblu taktycznym. 31 stycznia 1917 roku kurs rozpoczęło 22 oficerów Legionów Polskich, w tym 16 z piechoty, 4 z kawalerii i 2 z artylerii. Kurs zakończył się 9 marca 1917 roku. Trzech oficerów zostało uznanych „za nadających się do przydziału do służby sztabu generalnego” i otrzymało czasowe przydziały do „sztabu generalnego Leg. Pol. jako oficerowie sztabu brygady”. Siedmiu oficerów uzyskało „prawo przydziału w przyszłości do służby sztabu generalnego po uzupełnieniu wykształcenia”. Ośmiu oficerów otrzymało tytuł adiutanta wyższych sztabów, a czterech ostatnich „za nienadających się do służby sztabowej”. Komendy poszczególnych pułków otrzymały zalecenie wyznaczenia absolwentów kursu na stanowiska „adiutantów pułkowych, celem należytego zorganizowania adiutantur” i złożenia w tej sprawie meldunków do 31 marca. Trzem oficerom „przydzielonym do sztabu generalnego” przysługiwało prawo noszenia akselbantów na prawym ramieniu, natomiast „adiutantom wyższych sztabów” przez lewe ramię. Pozostałym oficerom (adiutantom pułkowym) prawo noszenia akselbantów nie przysługiwało. Dodatkową odznaką oficerów przydzielonych do sztabu generalnego był wężyk na kołnierzu munduru nowego wzoru.
Wykaz słuchaczy Kursu oficerów sztabowych i adiutantów wyższych dowództw. Zachowano kolejność słuchaczy podaną w rozkazie nr 280 Komendy Legionów Polskich z 22 marca 1917 roku. Gwiazdką oznaczono absolwentów, którzy nie zostali wymienieni w artykule pułkownika Jana Ciałowicza, opartym na relacji pułkownika Władysława Smolarskiego.

1. rtm. kaw. Juliusz Kleeberg do Komendy III Brygady LP,
2. kpt. piech. Marian Kukiel do Komendy II Brygady LP,
3. kpt. piech. Julian Stachiewicz do Komendy I Brygady LP,
4. por. piech. Alojzy Przeździecki do 6 pp,
5. por. piech. Stefan Iwanowski do 3 pp,
6. kpt. art. Zygmunt Dzwonkowski do Komendy Legionów Polskich na stanowisko kierownika Referatu Personalnego, jako adiutant,
7. kpt. piech. Tadeusz Piskor do 1 pp,
8. por. piech. Mieczysław Wyżeł-Ścieżyński do 1 pp,
9. kpt. piech. Kazimierz Łukoski do 2 pp*,
10. kpt. piech. Władysław Gniady do 2 pp*,
11. por. piech. Bogusław Szul-Skjöldkrona do 3 pp*,
12. por. piech. Eugeniusz Elsenberg do 3 pp*,
13. kpt. piech. Ferdynand Zarzycki do 4 pp,
14. kpt. piech. Władysław Smolarski do 4 pp,
15. por. piech. Wacław Stachiewicz do 5 pp,
16. por. piech. Stanisław Nilski-Łapiński do 5 pp*,
17. por. piech. Maksymilian Milan-Kamski do 6 pp*,
18. por. piech. Wilhelm Orlik-Rückemann do 6 pp,
19. kpt. art. Przemysław Barthel de Weydenthal do 1 pa,
20. por. kaw. Bolesław Wieniawa-Długoszowski do 1 puł,
21. por. kaw. Tadeusz Grabowski do 2 puł,
22. por. kaw. Stanisław Rostworowski do Krajowego Inspektoratu Zaciągu do WP.

Pułkownik Jan Ciałowicz, jako absolwentów kursu wymienił poruczników piechoty: Macieja Bardla, Kazimierza Florka, Juliusza Hersztala i Henryka Pomazańskiego oraz porucznika kawalerii Jana Pryzińskiego i porucznika artylerii Antoniego Durskiego-Trzaska.
11 czerwca 1917 roku generał gubernator, generał piechoty Hans Hartwig von Beseler mianował:
- mjr piech. Stanisława Burhardt-Bukackiego adiutantem generała gubernatora z tytułem adiutanta sztabu,

referentami Oddziału „Polska Siła Zbrojna”:
- kpt. art. Zygmunta Dzwonkowskiego z zachowaniem tytułu adiutanta sztabu,
- kpt. piech. Stanisława Krzaczyńskiego,
- kpt. lek. dr Antoniego Stefanowskiego,
- por. żand. Stefana Żerańskiego,
- ppor. art. Juliusza Natanson-Leskiego,

do Sztabu Inspekcji Wyszkolenia Wojsk Polskich:
- kpt. piech. Kazimierza Łukoskiego w charakterze adiutanta sztabu,
- por. piech. Stanisława Nilski-Łapińskiego w charakterze adiutanta sztabu,

Tego samego dnia adiutantami sztabu zostali mianowani referenci działów w Dowództwie Legionów Polskich: kpt. piech. Henryk Pomazański i por. sap. Zygmunt Platowski.

## Słuchacze Wyższej Szkoły Wojennej

### I Kurs Wojenny Szkoły Sztabu Generalnego 1919
Na kurs powołano 23 kapitanów i 44 poruczników. 24 czerwca 1919 roku słuchacze zostali podzieleni na pięć grup szkolnych. Kurs miał trwać cztery miesiące. 29 sierpnia 1919 kurs został przedłużony o miesiac.
Wśród słuchaczy znalazło się 25 absolwentów II Kursu adiutantów, który został przeprowadzony w okresie od 1 maja do 7 czerwca 1919 roku w Warszawie (w poniższym wykazie zostali oznaczeni gwiazdką przy nazwisku – „*”). Przynależność poszczególnych słuchaczy do jednej z grup oficerów podano na podstawie dekretów Naczelnego Wodza o ich zatwierdzeniu z dniem 1 kwietnia 1920 roku („LP” – Legiony Polskie, „AgH” – Armia generała Hallera, „AR” – armia rosyjska, „c. i k. Armia” – cesarska i królewska Armia oraz „AN” – Armia Cesarstwa Niemieckiego).

1. kpt. sap. Henryk Bagiński (AgH) → I KD 1921–1922
2. kpt. piech. Maciej Bardel (LP) → IV KD 1924–1925
3. kpt. art. Wacław Bartoszkiewicz
4. kpt. piech. Stefan Marian Juliusz Benedykt (AgH)
5. kpt. piech. Władysław Bortnowski (LP) → ÉSdeG 1920–1922
6. kpt. piech. Jerzy Ferek-Błeszyński (LP) → ÉSdeG 1921–1923
7. kpt. art. Antoni Durski-Trzaska (LP) → I KD 1921–1922
8. kpt. piech. Antoni Gromadzki* (AR)
9. rtm. kaw. Antoni Jabłoński (LP) † 22 X 1922
10. kpt. piech. Kazimierz Bogumił Janicki (LP)
11. kpt. piech. Adam Koc (LP) → III KD 1923–1924
12. kpt. piech. Mikołaj Freund-Krasicki (LP) → I KD 1921–1922
13. kpt. piech. Zygmunt Kuczyński (LP) → III KD 1923–1924
14. kpt. piech. Wincenty Lekki (c. i k. Armia) → I KD 1921–1922
15. kpt. piech. Ludwik de Laveaux (LP) → I KD 1921–1922
16. kpt. piech. Kazimierz Młodzianowski (LP)
17. kpt. piech. Seweryn Rymaszewski (AR) † 19 XI 1920
18. kpt. piech. Tadeusz Szałowski (c. i k. Armia) → II KD 1922–1923
19. kpt. art. Czesław Szystowski → II KD 1922–1923
20. rtm. Tadeusz Śmigielski (LP) → II KD 1922–1923
21. kpt. piech. Walerian Wiśniewski (LP)
22. kpt. piech. Edward Wolff[18]
23. kpt. art. Tadeusz Zwisłocki (LP) od 1922 w rezerwie, † 15 II 1929
24. por. art. Józef Beck (LP) → IV KD 1924–1925
25. por. piech. Józef Biernacki (LP) → II KD 1922–1923
26. por. kaw. Antoni Bogusławski (AR) → IV KD 1924–1925
27. por. piech. Władysław Celiński* → IV KD 1924–1925
28. por. piech. Franciszek Dudziński* (c. i k. Armia) → II KD 1922–1923
29. por. piech. Bogdan Dunin-Szpot* (LP) → 15 IX 1922 stan nieczynny, 1924 w rezerwie[19]
30. por. piech. Włodzimierz Falcman (AR) od 1922 w rezerwie
31. por. piech. Teodor Furgalski (LP) → I KD 1921–1922
32. por. art. Władysław Karol Gadomski* (c. i k. Armia) → II KD 1922–1923
33. por. art. Władysław Eugeniusz Heller* (c. i k. Armia) → II KD 1922–1923
34. por. art. Eugeniusz Hinterhoff (AR) → IV KD 1924–1925
35. por. kaw. Janusz Iliński (AR) → ÉSdeG 1920–1922
36. por. art. Tadeusz Kadyi de Kadyihàza* → II KD 1922–1923
37. por. piech. Stanisław Kara (LP) → III KD 1923–1924
38. por. piech. Witold Kirszenstein* (AR) → I KD 1921–1922
39. por. piech. Stanisław Jan Kucharski (Kucharski-Lubicz) → III KD 1923–1924
40. por. piech. Włodzimierz Kowalski (AN) → rezerwa 1922–1930
41. por. Tadeusz Kwaśniewski*
42. por. piech. Władysław Kwazebart (AR) → 1922 przeniesiony do korpusu oficerów kontrolerów
43. por. Aleksander Jan Łubieński* → IV KD 1924–1925
44. por. Kazimierz Lenartowicz*
45. por. Wacław Łapiński*
46. por. piech. Jan Maliszewski* (AR) → III KD 1923–1924
47. por. Roman Michałowski
48. por. Adolf Tytus Nykulak* → II KD 1922–1923
49. por. kaw. Henryk Ortwein* (AR)
50. por. piech. Władysław Powierza* (AR) → II KD 1922–1923
51. por. piech. Stefan Rowecki (LP) → I KD 1921–1922
52. por. art. Karol Rychter* → IV KD 1924–1925
53. por. art. Józef Rytel → IV KD 1924–1925
54. por. piech. Jan Sadowski (LP) → ÉSdeG 1919–1921
55. por. piech. Henryk Antoni Paweł Swinarski (AN) → 1921 rezerwa
56. por. art. Tadeusz Schätzel (LP)
57. por. art. Tadeusz Leon Sheybal* → IV KD 1924–1925
58. por. art. Stanisław Jakub Sokołowski* (c. i k. Armia) → I KD 1921–1922
59. por. Stanisław Stańkowski*
60. por. piech. Jerzy Stawiński* (AR) → IV KD 1924–1925
61. por. kaw. Kazimierz Stamirowski* (LP) → IV KD 1924–1925
62. por. kaw. Józef Świerczyński → II KD 1922–1923
63. por. piech. Stanisław Julian Toruń* → IV KD 1924–1925
64. por. obs. Stanisław Ujejski (c. i k. Armia) → II KD 1922–1923
65. por. piech. Tadeusz Werner-Jasieński* (LP)
66. por. piech. Adam Werschner* → II KD 1923–1924
67. por. art. Leon Zubrzycki* → I KD 1921–1922

Na podstawie rozkazu Nr 187 Naczelnego Dowództwa WP z 4 grudnia 1919 roku absolwenci kursu zostali zaliczeni do korpusu oficerów Sztabu Generalnego.
Nie ukończyli kursu doszkolenia i nie otrzymali tytułu oficera Sztabu Generalnego następujący oficerowie:
- Antoni Gromadzki, zweryfikowany w stopniu kapitana ze starszeństwem z 1 czerwca 1919 roku, w służbie czynnej pozostawał do 1935 roku, nie awansował.
- Włodzimierz Kowalski, w 1922 roku przeniesiony do rezerwy, zweryfikowany w stopniu majora, w 1930 roku został powołany do służby czynnej, a w następnym roku awansowany na podpułkownika,
- Henryk Antoni Paweł Swinarski (Świnarski), w 1921 roku przeniesiony do rezerwy, zweryfikowany w stopniu kapitana,
- Władysław Kwazebart, w 1922 roku przeniesiony do Korpusu Kontrolerów, dwa lata później awansował na pułkownika, służbę zakończył w 1930 roku,
- Henryk Ortwein, zweryfikowany w stopniu majora, służbę zakończył w 1929 roku,
- Walerian Wiśniewski, podpułkownik ze starszeństwem z 1 lipca 1923 roku, w dalszej służbie nie awansował mimo tego, że dowodził pułkiem piechoty.

### Kurs Normalny 1921–1923 (II promocja)
14 listopada 1921 roku słuchacze kursu stawili się w siedzibie Wojennej Szkoły Sztabu Generalnego przy alei Batorego 23. Następnego dnia miała miejsce uroczystość otwarcia „stałej Szkoły Sztabu Generalnego na podstawach pokojowych” i kursów doszkalających. W uroczystości wzięli udział i wygłosili mowy: szef Sztabu Generalnego, generał porucznik Władysław Sikorski, szef Wojskowej Misji Francuskiej, generał dywizji Henri Albert Niessel, generalny inspektor kawalerii, generał broni Tadeusz Rozwadowski i dowódca Szkoły, generał porucznik Gustaw Zygadłowicz. 26 stycznia 1922 roku w Szpitalu Ujazdowskim w Warszawie zmarł słuchacz kursu – major piechoty Tomasz Strózik.
1 października 1923 roku absolwenci Kursu 1921–1923 otrzymali dyplomy naukowe oficerów Sztabu Generalnego i przydziały na stanowiska służbowe:

1. ppłk piech. Tadeusz Kwiatkowski
2. mjr piech. Jerzy Englisch
3. mjr piech. Alfred Fleszar
4. mjr piech. Tadeusz Pełczyński
5. mjr piech. Zdzisław Przyjałkowski
6. mjr piech. Jarosław Szafran
7. mjr piech. Zygmunt Szyszko-Bohusz
8. kpt. piech. Władysław Czyrko
9. kpt. piech. Jan Duch
10. kpt. piech. Kazimierz Duch
11. kpt. piech. Stanisław Grabiański
12. kpt. piech. Józef Gruszka
13. kpt. piech. Jan Grudzień
14. kpt. piech. Lucjan Janiszewski
15. kpt. piech. Alfred Krajewski
16. kpt. piech. Władysław Krogulski
17. kpt. piech. Karol Lenczowski
18. kpt. piech. Julian Michalik[25]
19. kpt. piech. Bolesław Mikiewicz
20. kpt. piech. Antoni Miszewski
21. kpt. piech. Zbigniew Osostowicz
22. kpt. piech. Jerzy Pajączkowski-Dydyński
23. kpt. piech. Eugeniusz Quirini de Saalbruck
24. kpt. piech. Henryk Rajchman-Floyar
25. kpt. piech. Kazimierz Ring
26. kpt. piech. Tomasz Rybotycki
27. kpt. piech. Marian Strażyc
28. kpt. piech. Mieczysław Sulisławski
29. kpt. piech. Tadeusz III Wasilewski
30. kpt. piech. Stanisław Wiloch
31. por. piech. Janusz Czerwonka
32. por. piech. Władysław Harland
33. por. piech. Edward Izdebski
34. por. piech. Antoni Kolnarski
35. por. piech. Juliusz Kozolubski
36. por. piech. Tadeusz Tokarz
37. mjr kaw. Witosław Porczyński
38. mjr kaw. Marian Słoniński
39. rtm. Zdzisław Chrząstowski
40. rtm. Tadeusz Halik
41. rtm. Edward Kalinowski
42. rtm. Zdzisław Żórawski
43. rtm. Włodzimierz Żuchowski
44. ppłk art. Wincenty Kowalski
45. ppłk art. Wojciech Pietras
46. mjr art. Jan Bigo
47. mjr art. Seweryn Horoch
48. kpt. art. Marian Kułakowski
49. kpt. art. Jerzy Orski
50. kpt. art. Henryk Romiszowski
51. kpt. art. Jerzy Stępniewski
52. kpt. art. Jan Szewczyk
53. kpt. art. Jerzy Aleksander Zawisza
54. por. art. Józef Kaiser
55. kpt. pil. Marian Romeyko
56. mjr sap. Czesław Pawłowicz
57. por. sap. kolej. Stanisław Gawroński
58. kpt. sam. Zygmunt Borawski
59. por. tab. Kazimierz Winicki vel Gustaw Weinreb

### Kurs Normalny 1922–1924 (III promocja)
3 listopada 1922 odbyło się uroczyste otwarcie roku szkolnego 1922/1923 w obecności szefa Sztabu Generalnego, gen. dyw. Władysława Sikorskiego, płk. SG Mariana Kukiela, francuskich i polskich wykładowców oraz 170 słuchaczy dwu kursów normalnych i kursu doszkolenia.
Z dniem 1 października 1924, po ukończeniu kursu, absolwenci otrzymali dyplomy naukowe oficerów Sztabu Generalnego i przydziały służbowe na stanowiska oficerów SG.

1. mjr piech. Kazimierz Dziurzyński
2. mjr piech. Leopold Endel-Ragis
3. mjr piech. Alojzy Horak
4. mjr piech. Władysław Kaliński
5. mjr piech. dr Władysław Kulma
6. mjr piech. Bolesław Krzyżanowski
7. mjr piech. Seweryn Łańcucki
8. mjr piech. dr Kazimierz Putek
9. mjr piech. Zygmunt Polak
10. mjr piech. Adam Świtalski
11. mjr piech. Władysław Winiarski
12. kpt. piech. Marian Chodacki
13. kpt. piech. Tadeusz Dekański
14. kpt. piech. Stanisław Gano
15. kpt. piech. Karol Jeżowski
16. kpt. piech. Jan Kanty Zygmunt Janota
17. kpt. piech. Franciszek Jachieć
18. kpt. piech. Jan Kosina
19. kpt. piech. Włodzimierz Krzyżanowski
20. kpt. piech. Ludwik Lepiarz
21. kpt. piech. Adam Tadeusz Nadachowski
22. kpt. piech. Bożesław Nieciengiewicz
23. kpt. piech. Antoni Rosner
24. kpt. piech. Jan Rzepecki
25. kpt. piech. Stanisław Sienkiewicz
26. kpt. piech. Roman Saloni
27. kpt. piech. Stanisław Sadowski
28. kpt. piech. dr Stanisław Wilimowski
29. por. piech. Stefan Osika
30. por. piech. Adam Przybylski
31. por. piech. Zdzisław Szymański
32. por. piech. Ludwik Szadowski
33. por. piech. Leon Wernic
34. por. piech. Kazimierz Zboiński
35. mjr kaw. Witold Radecki-Mikulicz
36. rtm. Janusz Albrecht
37. rtm. Herman Bracławski
38. rtm. Józef Pętkowski
39. rtm. Józef Smoleński
40. rtm. Jerzy Skrzydlewski
41. rtm. Antoni Witkowski
42. por. kaw. Mateusz Iżycki
43. ppłk art. Karol Hauke
44. kpt. art. Stanisław Rola-Arciszewski
45. kpt. art. Stefan Czerwiński
46. kpt. art. Andrzej Czerwiński
47. kpt. art. Ludwik Jacek Ciba
48. kpt. art. Olgierd Giedroyć
49. kpt. art. Władysław Gotfryd Łoś
50. kpt. art. Jerzy Suzin
51. kpt. art. Adam Studencki
52. kpt. art. Tadeusz Żyborski
53. por. art. Leon Nowosilski
54. por. art. Roman Paulik
55. mjr sap. kol. inż. Marian Wierzbiański
56. kpt. sap. Tomasz Bondarczuk-Galiński
57. kpt. sam. Franciszek Haberek

### Kurs Normalny 1923–1925 (IV promocja)
IV Kurs Normalny 1923–1925 rozpoczął się 31 października 1923 roku, a zakończył 1 października 1925 roku.

1. mjr piech. Antoni Jan Żurakowski
2. mjr piech. Antoni Wiktor Staich
3. mjr piech. Franciszek Pokorny
4. mjr piech. Zygmunt Berling
5. mjr piech. Leon Kolbuszewski
6. mjr piech. Roman Władysław Szymański
7. mjr piech. Janusz Gaładyk
8. mjr piech. Gwido Langer
9. kpt. piech. Wacław Sosnkowski
10. kpt. piech. Hipolit Słabicki
11. kpt. piech. Leopold Ruszczyc
12. kpt. piech. Jan Maksymilian Sokołowski
13. kpt. piech. Franciszek Demel
14. kpt. piech. Jerzy Wądołkowski
15. kpt. piech. Tadeusz Daniec
16. kpt. piech. Jan Kozierowski
17. kpt. piech. Felicjan Sterba
18. kpt. piech. Leopold Okulicki
19. kpt. piech. Mieczysław Pęczkowski
20. kpt. piech. Tadeusz Wardejn-Zagórski
21. kpt. piech. Ignacy Kazimierz Banach
22. kpt. piech. Tadeusz Pawlik
23. kpt. piech. Stanisław Pstrokoński
24. kpt. piech. Franciszek Węgrzyn
25. por. piech. Jan Becher
26. por. piech. Zygmunt Morozewicz
27. por. piech. Józef III Kaczorowski
28. por. piech. Aleksander Klotz vel Alfons Kloc
29. por. piech. Władysław Steblik
30. por. piech. Janusz Sopoćko
31. por. piech. Wacław Berka
32. por. piech. Antoni Ślusarczyk
33. por. piech. Włodzimierz Mizger-Chojnacki
34. por. piech. Stanisław Maleciński
35. por. piech. Stanisław Karnibad
36. por. piech. Mieczysław Słowikowski
37. mjr kaw. Konstanty Drucki-Lubecki
38. rtm. Witold II Święcicki
39. rtm. Witold Gierulewicz
40. rtm. Jerzy II Zaleski
41. rtm. Stanisław Krogulski
42. rtm. Stefan Orłowski
43. rtm. Ziemowit Tadeusz Grabowski
44. rtm. Stefan Lasocki
45. por. kaw. Zygmunt Henryk Dzieślewski
46. por. kaw. Jan Kazimierz Lasocki
47. mjr art. Józef Hałaciński
48. mjr art. Kazimierz Stefczyk
49. mjr art. Edward Rudowicz
50. mjr art. Józef Bobowski
51. mjr art. Tadeusz Roman Tomaszewski
52. mjr art. Jerzy Żychowski
53. kpt. art. Jan Heine
54. kpt. art. Stefan Józef Springer
55. kpt. art. Wacław Świeciński
56. kpt. art. Włodzimierz Maria Justyn Rozwadowski
57. por. art. Adam Feliks Marian Stolzmann
58. por art. Aleksander Mudry
59. kpt. uzbr. Jan Kobylański
60. kpt. uzbr. Władysław Kornel Slawiczek

### Kurs Normalny 1924–1926 (V promocja)
15 lipca 1924 kandydaci na kurs 1924/26 zostali odkomenderowani na trzy miesiące do oddziałów broni w celu odbycia ćwiczeń praktycznych.
1 listopada 1924 kandydaci, którzy „egzaminy wstępne złożyli z dobrym postępem” zostali przydzieleni do Wyższej Szkoły Wojennej.
11 października 1926 absolwenci Kursu Normalnego otrzymali dyplomy naukowe oficerów Sztabu Generalnego i przydziały na stanowiska oficerów Sztabu Generalnego.

1. ppłk piech. Alojzy Przeździecki
2. ppłk piech. Stefan Kossecki
3. ppłk piech. Wilhelm Fuhrmann
4. mjr piech. Franciszek Polniaszek[34]
5. mjr piech. dr Aleksander Patejdl
6. mjr piech. Kazimierz Aleksandrowicz
7. mjr piech. Mieczysław Tasiecki
8. mjr piech. Włodzimierz Scholze-Srokowski
9. mjr piech. Józef Englicht
10. mjr piech. Jerzy Płatowicz-Płachta
11. mjr piech. Wiktor Pawłowicz
12. mjr piech. Adam Zbijewski
13. mjr piech. Eugeniusz Marian Dmochowski
14. mjr piech. Stanisław Lityński
15. mjr piech. Jan Kornaus
16. mjr piech. Tomasz Obertyński
17. mjr piech. Teodor Jakub Tobik[35]
18. mjr piech. Józef I Wróblewski
19. kpt. piech. Mikołaj Bogusław Górczewski
20. kpt. piech. Edward Izydor Wojciechowski
21. kpt. piech. Karol Hodała
22. kpt. piech. Stefan Koeb
23. kpt. piech. Jerzy Stanisław Kramarczyk
24. kpt. piech. Stefan Górnisiewicz
25. kpt. piech. Stanisław Sulma
26. kpt. piech. Wilhelm Wilk-Leśniak
27. kpt. piech. Czesław Konwerski
28. kpt. piech. Józef Ullman
29. kpt. piech. Juliusz Maria Nikodem Chodacki[a]
30. kpt. piech. Ryszard Stefan Koperski[39]
31. kpt. piech. Leopold Gustaw Bogochwalski
32. kpt. piech. Stanisław Władysław Kłosowicz vel Stanisław Bęben
33. kpt. piech. Kazimierz Ryziński
34. kpt. piech. Stanisław Krauss[b]
35. kpt. piech. Feliks Henryk Machnowski
36. kpt. piech. Bogdan Alfons Szeligowski
37. kpt. piech. Władysław Bieńkowski
38. kpt. piech. Wojciech Gorgos[c]
39. kpt. piech. Stanisław Wacław Stańkowski[42]
40. kpt. piech. Franciszek Pawlouszka[d]
41. kpt. piech. Gustaw Wiktor Nowosielski
42. kpt. piech. Stanisław II Orłowski
43. kpt. piech. Władysław Niewiarowski[45]
44. kpt. piech. Jerzy Krubski
45. por. piech. Józef Olędzki
46. por. piech. Jan Derecki
47. por. piech. Włodzimierz Szeliski
48. por. piech. Władysław Józef Skłodowski
49. rtm. Stanisław Edward Kozłowski
50. rtm. Rafał Protassowicki
51. rtm. Adam Ludwik Sokołowski
52. rtm. Stanisław Próchnicki
53. rtm. Mieczysław Lisiewicz
54. rtm. Zygmunt Cuzek[e]
55. por. kaw. Mieczysław Łubieński
56. mjr art. Wiktor Alojzy Jakubowski
57. mjr art. Aleksander Kędzior
58. kpt. art. Marian Jurecki
59. kpt. art. Bolesław Ciążyński
60. kpt. art. Modest Rastawiecki
61. kpt. art. Andrzej Marecki
62. kpt. art. Jerzy II Kamiński
63. por. art. Wielisław Krajowski
64. por. art. Piotr Dunin Borkowski
65. por. art. Wacław Zielonko-Zielonka
66. por. art. Bronisław Zygmunt Wiesiołowski
67. por. art. Władysław Szczekowski
68. mjr pil. Bohdan Józef Kwieciński
69. mjr pil.-obs. Jerzy Wojciech Rychłowski
70. mjr sap. kol. / piech. Marian Kroh
71. mjr łączn. Stanisław Jamka
72. kpt. sap. Leon Tyszyński

1 listopada 1924 rotmistrz Stanisław Próchnicki został przesunięty z rocznego Kursu Doszkolenia na dwuletni Kurs Normalny.
12 listopada 1925 podpułkownik Alojzy Przeździecki został przydzielony do WSWoj. w charakterze słuchacza II rocznika Kursu Normalnego 1924–1926.
14 maja 1926, w czasie zamachu stanu, zginął śmiercią żołnierza słuchacz II rocznika, major artylerii Eugeniusz Mięsowicz.
11 października 1926 kpt. art. Kazimierz Tadeusz Waygart został przydzielony do Dowództwa 1 Dywizji Piechoty Legionów w Wilnie. Dyplom otrzymał w terminie późniejszym.

### Kurs 1925–1927 (VI promocja)
Kandydaci do Wyższej Szkoły Wojennej, przed powołaniem na Kurs Normalny 1925–1927, zostali 20 lipca 1925 roku przydzieleni do oddziałów macierzystych z jednoczesnym przeniesieniem służbowym na okres trzech miesięcy do oddziałów broni celem praktycznego zapoznania się z organizacją, uzbrojeniem i regulaminami odnośnych broni.
Minister Spraw Wojskowych przydzielił 1 listopada 1925 roku do Wyższej Szkoły Wojennej na Kurs 1925/1927 niżej wymienionych kandydatów, którzy „złożyli egzaminy wstępne z dobrym postępem”. Wspomnieni oficerowie 3 listopada 1925 roku o godz. 9.00 mieli się zameldować u komendanta Szkoły.

1. ppłk piech. Michał I Terlecki
2. ppłk piech. Franciszek I Grabowski
3. ppłk piech. Jan Korkozowicz
4. mjr piech. Orest Teodor Dżułyński
5. mjr piech. Julian Kulikowski
6. mjr piech. Stefan Julian Szlaszewski
7. mjr piech. Władysław Frączek
8. mjr piech. Władysław Bartosik
9. mjr piech. Stanisław Sylwester Pelc
10. mjr piech. Bronisław Szostak
11. mjr piech. Lucjan Stanek
12. kpt. piech. Aleksander Józef Dmytrak
13. kpt. piech. Edward Ulanicki
14. kpt. piech. Wacław Józef Domański
15. kpt. piech. Kazimierz Brauliński
16. kpt. piech. Kazimierz Klochowicz
17. kpt. piech. Władysław Sylweriusz Huza
18. kpt. piech. Piotr Demkowski
19. kpt. piech. Seweryn Wilimowski
20. kpt. piech. Albin Leszczyński
21. kpt. piech. Marian Radwański vel Kluska
22. kpt. piech. Antoni Tadeusz Szymański
23. kpt. piech. Tadeusz Zakrzewski
24. kpt. piech. Antoni Gługiewicz
25. kpt. piech. Stanisław Kramar
26. kpt. piech. Ludwik I Sobolewski
27. kpt. piech. Aleksander Hauke-Nowak
28. kpt. piech. Jan Pindela-Emisarski
29. por. piech. Zygmunt II Wojciechowski
30. por. piech. Jerzy I Szczerbiński
31. por. piech. Edmund Januszkiewicz
32. por. piech. Edmund Różycki
33. por. piech. Bogusław Smoleń
34. por. piech. Wacław Kobyliński
35. por. piech. Jan Wawrzkiewicz
36. por. piech. Aleksander II Kawałkowski
37. por. piech. Jerzy Zaremba
38. mjr kaw. Karol Krzysztof Bokalski
39. rtm. Jan Stanisław Antoni Erazm Schaitter
40. rtm. Włodzimierz Kierwiński
41. por. kaw. Władysław Dziewanowski
42. por. kaw. Tadeusz III Grabowski (ur. 20 VI 1897)
43. por. kaw. dr Kajetan Czarkowski-Golejewski
44. mjr art. Józef Kapciuk
45. mjr art. Bolesław Pyszora
46. mjr art. Stefan Mączyński
47. kpt. art. Jarosław Patoczka
48. kpt. art. Cezary Niewęgłowski
49. kpt. art. Wacław Popiel
50. kpt. art. Stanisław Gliwicz
51. kpt. art. Karol Jan Józef Hein
52. kpt. art. Leon Janusz Horodecki
53. kpt. art. Edmund Zagórski
54. kpt. art. Mieczysław Jurkiewicz
55. kpt. art. Konstanty Ścibor-Marchocki
56. kpt. art. Henryk Marian Bogdan Dawidowski
57. por. art. Józef Musielewicz
58. kpt. sap. inż. Julian Marian Piasecki
59. por. sap. Zygmunt Franciszek Rokicki
60. mjr lotn. Rościsław Politkowski
61. ppłk łączn. Juliusz Zygmunt Ornatowski
62. kpt. łączn. Tadeusz Bastgen
63. kpt. sap. kol. Witold Bronisław Brzeziński
64. mjr lek. Lesław Aleksander Porębski (hospitant)[60]

14 maja 1926 w Warszawie zginął słuchacz kursu porucznik 1 pułku ułanów Kazimierz II Giżycki (ur. 22 listopada 1893), kawaler Krzyża Walecznych (dwukrotnie).
W 1926 porucznik Stefan Stablewski uległ wypadkowi, który uniemożliwił mu ukończenie II roku nauki. W listopadzie 1927 został przesunięty na II rocznik Kursu 1926/28.
Minister Spraw Wojskowych przydzielił z dniem 28 października 1927 roku „absolwentów kursu normalnego 1925/1927 Wyższej Szkoły Wojennej, którzy otrzymali dyplomy naukowe oficerów sztabu generalnego” na stanowiska służbowe.
21 marca 1928 roku Minister Spraw Wojskowych przyznał tytuł naukowy oficera Sztabu Generalnego à titre honorifique podpułkownikowi armii estońskiej Ludwikowi Karolowi Jakobsenowi (est. Ludvig-Karl Jakobsen ur. 29 maja 1893 roku w Viljandi, zm. 11 grudnia 1961 roku w Kolonii), hospitantowi kursu normalnego 1925/1927 i attaché wojskowemu Republiki Estońskiej w Warszawie.

### Kurs 1926–1928 (VII promocja)
14 kwietnia 1926 roku kandydaci powołani na podstawie wyników egzaminu przedwstępnego stawili się w Komendzie Szkoły. Następnego dnia wszyscy kandydaci złożyli pisemny egzamin z taktyki ogólnej. Pozostałe egzaminy przeprowadzone zostały w dziesięciu grupach, w następujących terminach: 19–20 kwietnia (grupa I), 21–22 kwietnia (grupa II), 23–24 kwietnia (grupa III), 26–27 kwietnia (grupa IV), 28–29 kwietnia (grupa V), 30 kwietnia-1 maja (grupa VI), 4–5 maja (grupa VII), 6–7 maja (grupa VIII), 8 i 10 maja (grupa IX) oraz 11–12 maja (grupa X).
Kandydaci na Kurs Normalny 1926–1928, którzy złożyli egzaminy wstępne z dobrym postępem i odbyli przepisany staż liniowy, z dniem 2 listopada 1926 roku zostali przydzieleni do Wyższej Szkoły Wojennej. W listopadzie 1927 rotmistrz Stefan Stablewski został przesunięty z II rocznika Kursu 1925/27 na II rocznik Kursu 1926/28.
31 października 1928 roku absolwenci Kursu Normalnego 1926–1928, którzy otrzymali dyplomy naukowe oficerów Sztabu Generalnego zostali przeniesieni na stanowiska służbowe.

1. mjr piech. Józef Moszczeński
2. mjr piech. Bolesław Ciechanowski
3. mjr piech. Tadeusz Klimecki
4. mjr Piech. Zenon Wzacny
5. mjr piech. Czesław Szymkiewicz
6. mjr piech. Ignacy Wądołkowski
7. mjr piech. Adam II Rudnicki
8. mjr piech. Józef Edward Drotlew
9. kpt. piech. Franciszek Stanisław Junker
10. kpt. piech. Bronisław Kowalczewski
11. kpt. piech. Walerian Mercik
12. kpt. piech. Józef Skrzydlewski
13. kpt. piech. Bohdan Geisler
14. kpt. piech. Jan Gołubski
15. kpt. piech. Leopold Ombach
16. kpt. piech. Kazimierz Pluta-Czachowski
17. kpt. piech. Marian Drobik
18. kpt. piech. Wacław Spława-Neyman
19. kpt. piech. Bronisław Kwaskowski
20. kpt. piech. Stanisław Kijak
21. kpt. piech. Zygmunt Czarnecki
22. por. piech. Zygmunt Szatkowski
23. por. piech. Tadeusz Szumowski
24. por. piech. Kazimierz III Kowalski
25. por. piech. Jerzy Podoski
26. por. piech. Leon Bortnowski
27. ppłk kaw. Jan Karcz
28. ppłk kaw. Leon Strzelecki
29. mjr kaw. Władysław Chwalibogowski
30. mjr kaw. Karol Dubicz-Penther
31. mjr kaw. Bronisław Rakowski
32. mjr kaw. Jerzy Jan Jastrzębski
33. rtm. Tadeusz Julian Nalepa
34. rtm. Włodzimierz Kasperski
35. rtm. Stefan Stablewski
36. por. kaw. Antoni Grudziński
37. por. kaw. Mieczysław Henryk Fiedler
38. por. kaw. Karol Riedl
39. por. kaw. Juliusz Szychiewicz
40. por. kaw. Witold Stefan Witkowski
41. mjr art. Tadeusz Popławski
42. mjr art. Kazimierz Siudowski
43. mjr art. Andrzej Juliusz Uthke
44. mjr art. Konstanty Kazimierz Ważyński
45. mjr art. Wincenty Tytus Żmigrodzki
46. kpt. art. Jan Czesław Jaklewicz
47. kpt. art. Włodzimierz Gierowski
48. kpt. art. Jan Maria Milewski
49. kpt. art. Kazimierz Stafiej
50. por. art. Juliusz Jakub Jan Filipkowski
51. por. art. Zbigniew Teobald Ewaryst Semilski
52. por. art. Stanisław Marian Wierzchowski
53. kpt. obs. Władysław Bohuszewicz
54. mjr sap. Tadeusz Teodor Henryk Kozłowski
55. kpt. sap. Bohdan Chojnowski
56. por. sap. Włodzimierz Nazir-Gorzechowski
57. por. sap. Wacław Jacyna
58. por. łącz. Tadeusz Rola
59. por. samoch. dr Adam Twardowski
60. mjr lek. Stanisław Orlewicz (hospitant)
61. kpt. lek. Wilhelm Borkowski (hospitant)
62. płk piech. kontr. Bey Muchamed Israfił (hospitant)
63. kpt. art. kontr. Dawid Kutateładze (hospitant)
64. por. kaw. kontr. Dymitr Szalikaszwili (hospitant)

### Kurs 1927–1929 (VIII promocja)
24 sierpnia 1926 roku w Dzienniku Rozkazów Ministerstwa Spraw Wojskowych zostały ogłoszone „Warunki przyjęcia do Wyższej Szkoły Wojennej na kurs 1927/29 i następne”, do których załączono „Instrukcję dla przeprowadzenia egzaminu przedwstępnego do Wyższej Szkoły Wojennej” oraz „Zestawienie przedmiotów egzaminu przedwstępnego i wstępnego, ich zakres i podręczniki”.
5 kwietnia 1927 roku szef Sztabu Generalnego, generał brygady Tadeusz Piskor zatwierdził listę imienną kandydatów powołanych na podstawie egzaminu przedwstępnego do zdawania egzaminu wstępnego do Wyższej Szkoły Wojennej na kurs 1927/29. Kandydaci zostali podzieleni na dziesięć grup egzaminacyjnych. Każda grupa liczyła dziesięciu kandydatów. Wszyscy kandydaci mieli się stawić 21 kwietnia 1927 roku o godz. 10.00 w adiutanturze Wyższej Szkole Wojennej przy ulicy Koszykowej 79 w Warszawie. Następnego dnia od godz. 8.00 do godz. 13.00 wszyscy kandydaci mieli złożyć egzamin pisemny z taktyki ogólnej. Egzaminy ustne z taktyki piechoty, służby polowej, taktyki kawalerii i artylerii oraz języka francuskiego, a także praktyczny z jazdy konnej kandydaci składali w terminach wyznaczonych dla poszczególnych grup:

- I – 25 i 26 kwietnia,
- II – 28 i 29 kwietnia,
- III – 29 i 30 kwietnia,
- IV – 30 kwietnia i 2 maja,
- V – 2 i 4 maja,
- VI – 4 i 5 maja,
- VII – 5 i 6 maja,
- VIII – 11 i 12 maja,
- IX – 14 i 16 maja,
- X – 16 i 17 maja.

Do egzaminów ustnych zostali dopuszczeni wyłącznie kandydaci, którzy z egzaminu pisemnego otrzymali ocenę nie mniejszą niż 10. Wszyscy dowódcy i przełożeni kandydatów do egzaminu wstępnego zostali zobligowani przez szefa Sztabu Głównego do zawiadomienia Komendy Wyższej Szkoły Wojennej, w terminie do 21 kwietnia, o ewentualnych sprawach karnych lub honorowych, które toczyły się przeciwko kandydatom bądź mogły być im wytyczone do dnia powołania do szkoły. Wśród 100 kandydatów znajdował się jeden oficer żandarmerii, kapitan Karol Pulda z Centralnej Szkoły Żandarmerii w Grudziądzu. Zgodnie z „Warunkami przyjęcia...” oficer korpusu osobowego żandarmerii mógł kandydować do Wyższej Szkoły Wojennej jeżeli przed egzaminem przedwstępnym odbył jednoroczny staż liniowy w piechocie, kawalerii lub artylerii z wynikiem dobrym. W czasie odbywania stażu oficer nie otrzymywał dodatków za odkomenderowanie lub ćwiczebnych. Identyczny warunek dotyczył oficerów korpusu osobowego wojsk taborowych i samochodowych. Oficerowie z wojsk lotniczych, łączności, saperów i saperów kolejowych mogli być dopuszczeni do egzaminu przedwstępnego po odbyciu trzymiesięcznego stażu w piechocie, kawalerii lub artylerii, w czasie koncentracji letniej.
Na podstawie wyników egzaminu przedwstępnego i wstępnego komisja pod przewodnictwem komendanta WSWoj. ustalała listę kandydatów według lokat. Lokata zależała od ogólnej sumy punktów otrzymanych podczas obu egzaminów. Do szkoły byli przyjmowani kandydaci, którzy zdali egzaminy, w kolejności lokat, aż do zapełnienia określonej przez szkołę ilości miejsc, to jest do 50. Oficerowie przyjęci do szkoły byli przed rozpoczęciem kursu odkomenderowani na staż do poszczególnych rodzajów wojska w sposób określony specjalną instrukcją.
Z dniem 2 listopada 1927 roku do Wyższej Szkoły Wojennej zostali przydzieleni kandydaci, którzy „złożyli egzaminy wstępne z dobrym postępem i odbyli przepisany staż liniowy”. Ponadto na kurs zostało przydzielonych 9 oficerów w charakterze hospitantów.
23 sierpnia 1929 roku absolwenci kursu normalnego 1927–1929, którzy otrzymali dyplomy naukowe oficerów dyplomowanych zostali przeniesieni (przeniesieni służbowo) na nowe stanowiska służbowe.
1. ppłk piech. Zygmunt Wenda (hospitant)
2. mjr piech. Kazimierz Więckowski (hospitant)
3. mjr piech. Romuald Sidorski
4. mjr piech. Tadeusz Puszczyński (hospitant)
5. mjr piech. dr Stanisław Józef Biegański
6. mjr piech. Kazimierz Szydłowski (hospitant)
7. mjr piech. Władysław Rusin (hospitant)
8. mjr piech. Mieczysław Dobrzański
9. mjr piech. Michał Białkowski (hospitant)
10. mjr piech. Franciszek Tomsa-Zapolski (hospitant)
11. mjr piech. Marian Sołodkowski
12. kpt. piech. Władysław Dec
13. kpt. piech. Michał Diakowski
14. kpt. piech. Józef Rehman
15. kpt. piech. Witold Sujkowski
16. kpt. piech. Włodzimierz Wisłocki
17. kpt. piech. Tadeusz Ryczel
18. kpt. piech. Bohdan Olechowski
19. kpt. piech. Edmund Galinat
20. kpt. piech. Aleksander Jędruch
21. kpt. piech. Tadeusz Skinder
22. por. piech. Władysław Słomiński
23. por. piech. Eryk Miguła
24. por. piech. Zygmunt Jarski
25. mjr kaw. Jan Tatara
26. mjr kaw. Tadeusz Jaroszewicz
27. rtm. Stanisław Leon Bartlitz
28. rtm. Emil Gruszecki
29. rtm. Stanisław Horwatt
30. rtm. Mikołaj Iznoskoff
31. rtm. Konstanty Kononowicz
32. rtm. Stanisław Kostkiewicz
33. rtm. Kazimierz Max
34. rtm. Jan Jerzy Narzymski
35. rtm. dr Bronisław Mokrzycki
36. rtm. Zygmunt Platonoff-Plater
37. rtm. Witold Eugeniusz Sawicki
38. por. kaw. Józef Słomowski
39. por. kaw. Kornel Stasiewicz
40. por. kaw. Jan IV Zakrzewski[72]
41. mjr art. Mikołaj Łapicki
42. mjr art. Adam Paszkowski
43. mjr art. Władysław Picheta
44. kpt. art. Bronisław Maszlanka
45. kpt. art. Stanisław Rudzis
46. por. art. Jan V Pawłowski
47. por. art. Antoni Minkiewicz
48. por. art. Jan Ostrowski
49. por. art. Kazimierz Napieralski
50. mjr sap. Ryszard Włodzimierz Zyms (hospitant)
51. kpt. sap. Józef Szylling
52. kpt. sap. Stanisław Biega
53. kpt. sap. Józef Meleniewski
54. por. sap. Mieczysław Dąbrowski
55. mjr łącz. Heliodor Cepa
56. mjr lek. dr Jerzy Lesisz (hospitant)

25 października 1928 roku kapitan Gustaw Łowczowski i rotmistrz Stefan Mossor zostali przydzieleni na dwuletni normalny kurs w Wyższej Szkole Wojennej (franc. École Supérieure de Guerre) w Paryżu. Major lekarz Jerzy Lesisz, jako hospitant z korpusu oficerów sanitarnych, grupa lekarzy, nie otrzymał tytułu oficera dyplomowanego. Po ukończeniu kursu został przydzielony do Oddziału IV Sztabu Głównego na stanowisko referenta. Szkołę ukończyli, lecz nie uzyskali dyplomu naukowego, oficerowie artylerii: kapitan Mikołaj I Rodziewicz i porucznik Tadeusz Czesław Link. Pierwszy z nich został przeniesiony do Dowództwa 20 Dywizji Piechoty w Baranowiczach na stanowisko oficera sztabu, natomiast drugi do Dowództwa 13 Dywizji Piechoty w Równem również na stanowisko oficera sztabu. Porucznik Link otrzymał dyplom naukowy w terminie późniejszym. Kolejnym z oficerów artylerii, który z dniem 2 listopada 1927 roku został powołany na kurs był kapitan Jerzy Gołogórski. Wymieniony z tym samym dniem został przeniesiony do dyspozycji komendanta kadry oficerów artylerii, a z dniem 28 lutego 1929 roku przeniesiony w stan spoczynku. Ostatnim z kandydatów powołanych na kurs, który go nie ukończył był kapitan saperów Aleksander Stankiewicz, młodszy brat Jana, Mamerta i Romana. Aleksander Stankiewicz zmarł 16 sierpnia 1930 roku w Otwocku. Wcześniej został przeniesiony do Instytutu Badań Inżynierii.

### Kurs 1928–1930 (IX promocja)
Kandydaci, którzy „złożyli egzaminy wstępne z dobrym postępem i odbyli przepisany staż liniowy” z dniem 2 listopada 1928 roku zostali przeniesieni służbowo do Wyższej Szkoły Wojennej, w charakterze słuchaczy Kursu 1928–1930.
Z dniem 1 listopada 1930 roku, po ukończeniu kursu i otrzymaniu dyplomu naukowego oficera dyplomowanego, niżej wymienieni oficerowie zostali na stanowiska służbowe.

1. ppłk piech. Stefan Broniowski (hospitant)
2. ppłk piech. Stanisław Dworzak (hospitant)
3. ppłk piech. Stanisław Edward Grodzki
4. mjr piech. Jan Ciastoń (hospitant)
5. mjr piech. Stanisław Sztarejko
6. mjr piech. Stanisław Kempski
7. mjr piech. Antoni II Dąbrowski
8. mjr piech. Kazimierz Sabatowski
9. mjr piech. Aleksander Bieniecki (hospitant)
10. mjr piech. Kazimierz Burczak (hospitant)
11. mjr piech. Julian Grudziński (hospitant)
12. mjr piech. Konstanty Zaborowski (hospitant)
13. kpt. piech. Wincenty Sobociński
14. kpt. piech. Józef II Kowalik
15. kpt. piech. Maksymilian Kurnatowski
16. kpt. piech. Franciszek Buczek
17. kpt. piech. Bolesław Krzyżewski
18. kpt. piech. Stanisław Zemanek
19. kpt. piech. Stanisław II Bień
20. kpt. piech. Stanisław Antoni Koziejowski
21. kpt. piech. Józef Bińkowski
22. kpt. piech. Józef Czesław Klepaczko
23. kpt. piech. Edward Józef Ombach
24. kpt. piech. Adam Stanisław Morbitzer
25. kpt. piech. Ludwik Domoń
26. kpt. piech. Mieczysław Fularski
27. kpt. piech. Tadeusz Wallich
28. por. piech. Piotr Woźniak
29. por. piech. Władysław Michniewicz
30. por. piech. Marian Czyżewski
31. ppłk kaw. Julian Filipowicz (hospitant)
32. mjr kaw. Witold Cieśliński
33. mjr kaw. Karol Ludwik Domaniewski (hospitant)
34. mjr kaw. Aleksander Gulkowski
35. mjr kaw. Włodzimierz Waldemar Rytarowski
36. mjr kaw. Józef Trepto
37. rtm. Kazimierz Buterlewicz
38. rtm. Wacław Kamionko
39. rtm. Jan Monwid-Olechnowicz
40. rtm. Julian Ptaszyński
41. rtm. Witold I Stankiewicz
42. por. kaw. Kazimierz Oyrzyński
43. mjr art. Edward Maliszewski
44. kpt. art. Edward Słowikowski
45. por. art. Stanisław Bahrynowski
46. por. art. Zygmunt Pieńkowski
47. por.pil. Jan Koźmiński
48. mjr sap. Tadeusz I Wasilewski (hospitant)
49. por. sap. Stefan II Piotrowski
50. por. łącz. Jerzy Kurpisz
51. por. łącz. Zygmunt Chamski
52. por. łącz. Zbigniew Marian Dudziński
53. mjr lek. Włodzimierz Wachnowski (hospitant)
54. por. piech. kontr. Jan Nanuaszwili (hospitant)
55. por. art. Łado Macharadze (hospitant)

Major piechoty Michał Talikowski powołany z Oddziału II SG jako hospitant z dniem 3 listopada 1930 roku, na podstawie wyniku odbytej podróży taktycznej, został powołany do WSWoj. na II rocznik. Wymieniony oficer ukończył Kurs Normalny 1929–1931 i otrzymał dyplom naukowy oficera dyplomowanego.
Major piechoty Ludwik Strugała i kapitan piechoty doktor Stanisław Wrona po ukończeniu I roku kontynuowali studia w Wyższej Szkole Wojennej w Paryżu (franc. École Supérieure de Guerre).
Kurs ukończyło, lecz nie otrzymało dyplomu sześciu oficerów:
1. kpt. piech. Tadeusz Bogdanik, przydzielony do WSWoj. w styczniu 1929 roku[81], z dniem 1 listopada 1930 roku przeniesiony do 21 DP na stanowisko oficera sztabu,
2. kpt. piech. Michał II Brzozowski, przeniesiony do 18 DP na stanowisko oficera sztabu,
3. mjr art. Zygmunt Andrzejowski, przeniesiony do 8 DP na stanowisko oficera sztabu[82],
4. kpt. art. Jerzy Tadeusz Machwitz-Boguski, przeniesiony do 28 DP na stanowisko oficera sztabu[82],
5. por. art. Kazimierz Żurkowski, przeniesiony do 6 DP na stanowisko oficera sztabu[82],
6. mjr sap. Jan Mikołajski, przeniesiony do 1 BSap na stanowisko I oficera sztabu[83],

### Kurs 1929–1931 (X promocja)
Od 19 lutego 1929 kandydatów do W.S.Woj. obowiązywały „Tymczasowe warunki przyjęcia do Wyższej Szkoły Wojennej na kurs 1929/31 i lata następne”. Wytyczne zniosły egzamin. Przyjęcie następowało na podstawie opinii i wyboru oraz wyniku kursu próbnego. Kurs próbny przy W.S.Woj. miał być organizowany w terminie od 15 października do 15 grudnia. Kandydaci przed powołaniem na kurs próbny musieli odbyć trzymiesięczny staż w innych rodzajach broni. Szef Sztabu Głównego na podstawie wykazów kwalifikacyjnych powoływał na praktykę 120 oficerów. Kandydaci musieli mieć ukończone 27 lat i mieć nie więcej niż 36 lat w dniu wstąpienia do szkoły. Na kurs 1929/31 podpułkownicy przyjęci zostali wyjątkowo. Spośród kandydatów preferowani byli oficerowie z doświadczeniem wojennym, posiadający odznaczenia bojowe.
23 grudnia 1929 roku ogłoszono powołanie do szkoły oficerów, którzy ukończyli kurs próbny i odbyli „przepisany staż liniowy”.

1. ppłk piech. Bronisław Bolesław Duch
2. ppłk piech. Kazimierz Jan Galiński
3. ppłk piech. Henryk Kazimierz Gorgoń
4. ppłk piech. Stanisław Antoni Habowski
5. ppłk piech. Szymon Kocur
6. ppłk piech. Wiktor Majewski
7. ppłk piech. Jan Naspiński
8. ppłk piech. Władysław Ryszanek
9. mjr piech. Włodzimierz Brayczewski
10. mjr piech. Wojciech Korsak
11. mjr piech. Franciszek Gwizdak
12. mjr piech. Jan Zygmunt Berek
13. mjr piech. Antoni Chruściel
14. mjr piech. Andrzej Strach
15. mjr piech. Stanisław Teofil Trella
16. mjr piech. Józef Gryglaszewski
17. mjr piech. Tadeusz Bandrowski
18. mjr piech. Wilhelm Paszkiewicz
19. mjr piech. Marian Zdon
20. mjr piech. Michał Telikowski
21. mjr piech. Franciszek Wąsowicz
22. mjr piech. Feliks Robakiewicz
23. mjr piech. Michał Drzystek
24. mjr piech. Władysław Suracki
25. mjr piech. Stanisław II Skowroński
26. mjr piech. Alojzy Mazurkiewicz
27. mjr piech. Wilhelm Kasprzykiewicz
28. mjr piech. Franciszek IV Wysocki
29. mjr piech. Jan Kazimierz Keller
30. mjr piech. Józef Kuta
31. kpt. piech. Aleksander Ruchaj-Taczanowski
32. kpt. piech. Bronisław Chruściel
33. kpt. piech. Albin Habina
34. kpt. piech. Kazimierz Iranek-Osmecki
35. kpt. piech. Stanisław Heilman
36. kpt. piech. Franciszek Wysłouch
37. kpt. piech. Władysław II Krawczyk
38. kpt. piech. August Karcher
39. kpt. piech. Franciszek Kłoskowicz
40. ppłk kaw. Andrzej Paweł Kunachowicz
41. mjr kaw. Władysław Płonka
42. mjr kaw. Jan Małysiak
43. mjr kaw. Zygmunt II Miłkowski
44. mjr kaw. Klemens Stanisław Rudnicki
45. mjr kaw. Kazimierz Giedymin Jurgielewicz
46. mjr kaw. Franciszek Stanisław Kazimierz Stachowicz
47. mjr kaw. Celestyn Kański
48. rtm. Stefan Tomasz Ejchler
49. rtm. Wincenty Iwanowski
50. rtm. Marcin Stanisław Freyman
51. ppłk art. Mikołaj Alików
52. mjr art. Adam Dzianott
53. mjr art. Stanisław Podkowiński
54. mjr art. Edward Bagieński
55. mjr art. Karol Piasecki
56. mjr art. Marian I Jasiński
57. kpt. art. Stanisław XII Nowicki
58. kpt. art. Stanisław Wincenty Zaleski
59. kpt. art. Józef Leopold Biliński
60. kpt. art. Wacław Gwidon Grudniewicz
61. kpt. art. Stanisław Mayer
62. mjr pil. Mieczysław Szczudłowski
63. kpt. pil. Olgierd Tuskiewicz
64. por. lek. Stefan Pieńczykowski (hospitant)

Został powołany, ale nie ukończył kursu ppłk piech. Eugeniusz Żongołłowicz.

Majorowie artylerii Bronisław Noël i Stanisław Tatar po ukończeniu I rocznika zostali zakwalifikowani na studia w École Supérieure de Guerre w Paryżu. Dyplomy naukowe otrzymali w listopadzie 1932 roku po ukończeniu studiów i powrocie do kraju.

Absolwenci Kursu Normalnego 1929–1931, którzy otrzymali dyplomy naukowe oficerów dyplomowanych, zostali z dniem 1 września 1931 roku przeniesieni na nowe stanowiska służbowe.

### Kurs 1930–1932 (XI promocja)
Był to najliczniejszy kurs w historii szkoły. Ukończyło go 116 słuchaczy, w tym kilku oficerów kontraktowych. Kurs rozpoczął się 5 stycznia 1931 roku, a zakończył 1 listopada 1932 roku. Kandydaci do WSWoj w okresie od 15 października do 15 grudnia 1930 roku ukończyli Kurs próbny przy Wyższej Szkole Wojennej, a wcześniej trzymiesięczną praktykę w innych broniach:
- oficerowie piechoty w artylerii (15 czerwca – 7 sierpnia 1930 roku),
- oficerowie kawalerii w artylerii (15 czerwca – 7 sierpnia 1930 roku) i w piechocie (8 sierpnia – 15 września 1930 roku),
- oficerowie artylerii w artylerii na szkole ognia (15 czerwca – 7 sierpnia 1930 roku) i w piechocie (8 sierpnia – 15 września 1930 roku),
- oficerowie innych broni (lotnictwa, saperów, łączności) w artylerii (15 czerwca – 7 sierpnia 1930 roku) i w piechocie (8 sierpnia – 15 września 1930 roku)[87].

18 stycznia 1931 w Warszawie zmarł słuchacz kursu, mjr art. Wacław Śniechowski.

1. ppłk piech. Jan Kruk-Śmigla
2. mjr piech. Józef Bischof
3. mjr piech. Kazimierz Wiśniowski
4. mjr piech. Marian Jadwiński
5. mjr piech. Stefan August Loth
6. mjr piech. Paweł Zagórowski
7. mjr piech. Ludwik Zych
8. mjr piech. Adam Jan Lewicki
9. mjr piech. Karol Jan Ziemski
10. mjr piech. Czesław Henryk Kopański
11. mjr piech. Franciszek Tomczuk
12. mjr piech. Wacław Budrewicz
13. mjr piech. Stanisław III Małek
14. mjr piech. Edward Ostrowski
15. mjr piech. Zygmunt Pawłowicz
16. mjr piech. Stanisław Bobrowski
17. mjr piech. Tadeusz Zdzisław Jakubowski
18. mjr piech. Marian Konstanty Karol Tomicki
19. mjr piech. Augustyn Waluś
20. mjr piech. Antoni Marian Korczyński
21. kpt. piech. Izydor Kwieciński
22. kpt. piech. Jan II Leśniak
23. kpt. piech. Stanisław III Paprocki
24. kpt. piech. Kazimierz Szczekowski
25. kpt. piech. Tadeusz Marian Paciorkowski
26. kpt. piech. Jan Fuglewicz
27. kpt. piech. Michał Maćkowski
28. kpt. piech. Józef Emil Palusiński
29. kpt. piech. Wiktor Bielski
30. kpt. piech. Jan I Baran
31. kpt. piech. Henryk II Piątkowski
32. kpt. piech. Wincenty Adam Emil Bąkiewicz
33. kpt. piech. Tadeusz Adam Dziamski
34. kpt. piech. Henryk Edward Zygmunt Józef Lergetporer
35. kpt. piech. Feliks Libert
36. kpt. piech. Tadeusz II Majewski
37. kpt. piech. Wojciech Zbigniew Wiącek
38. kpt. piech. Ignacy Włostowski
39. kpt. piech. Wiktor Zahorski
40. kpt. piech. Antoni Gac
41. kpt. piech. Jan II Nowaczyński
42. kpt. piech. Modest Żabski
43. kpt. piech. Józef Michał Perzyński
44. por. piech. Michał Rybikowski
45. mjr kaw. Janusz Bokszczanin
46. mjr kaw. Witold Jabłoński
47. mjr kaw. Aleksander Niedziński
48. mjr kaw. Walerian Bogusławski
49. rtm. kaw. Michał Kłopotowski
50. rtm. kaw. Antoni III Malinowski
51. rtm. kaw. Włodzimierz Bronisław Peucker
52. rtm. kaw. Stefan Oskar Pronaszko
53. rtm. kaw. Adam Sołtan
54. rtm. kaw. Stanisław VII Piotrowski
55. rtm. kaw. Wilhelm Lewicki
56. por. kaw. Mikołaj II Rodziewicz
57. por. kaw. Tadeusz Jerzy Góra
58. mjr art. Mieczysław Garliński
59. mjr art. Stanisław Marian Wojtowicz
60. kpt. art. Jan Gorzko
61. kpt. art. Stefan Longin Izdebski
62. kpt. art. Kazimierz Stanisław Szpądrowski
63. kpt. art. Ksawery Floryanowicz
64. kpt. art. Stanisław Fieldorf
65. kpt. art. Kazimierz IV Sokołowski
66. kpt. art. Jerzy Younga de Lenie
67. kpt. art. Jan Rómmel
68. kpt. art. Adam Witold Chorzewski
69. kpt. art. Franciszek Rosner[f]
70. kpt. art. Kazimierz Stanisław Skrzywan
71. kpt. art. Artemi Andzaurow
72. kpt. art. Stanisław Dziewiszek
73. kpt. art. Jerzy Maria Kirchmayer
74. kpt. art. Andrzej Molenda
75. kpt. art. Stanisław II Namysłowski
76. kpt. art. Marian Ogórkiewicz
77. kpt. art. Aleksander Sulewski
78. kpt. art. Józef Szerwiński
79. kpt. art. Józef Maliszewski
80. por. art. Stanisław Cypryk
81. mjr sap. Leon Bianchi
82. mjr łączn. Józef Łukomski
83. mjr łączn. Mieczysław Hieronim Załęski
84. kpt. pil. Stanisław Szczekowski
85. kpt. pil. Ludwik Szul
86. kpt. pil. Józef Jasiński
87. mjr lek. Walerian Jaworski – hospitant
88. mjr lek. Dionizy Krechowicz – hospitant
89. ppłk kontr. kaw. Emir Hassan Chursz Bahaeddin
90. por. kontr. piech. Mikołaj Matykaszwili

Nie ukończyli kursu i zostali przeniesieni do oddziałów: mjr piech. Zygmunt Fila, mjr piech. Mieczysław Chamerski, mjr piech. Józef Szeląg, kpt. piech. Adam Bobiński, kpt. piech. Aleksander Janisz, kpt. piech. Konstanty Stanisław Jeszke, kpt. piech. Miłosz Józef Krzywkowski, kpt. piech. Wiktor Szypiński, mjr piech. Jan Lamers (ukończył kurs 1931/1933), mjr kaw. Jarosław Michał Kaczyński, rtm. Bohdan Dobrzyński i rtm. Grzegorz Dobrowolski-Doliwa (ukończył kurs 1931/1933).
Ukończyli kurs, lecz nie otrzymali dyplomu naukowego i zostali przeniesieni z Wyższej Szkoły Wojennej: kpt. piech. Kazimierz Wiśniewski do KOP, rtm. Wincenty Cendro do 17 puł., rtm. Mikołaj Prosiński do 17 puł. i kpt. art. Janusz Konopnicki do 2 pal Leg. Por. piech. Witold Piasecki, który także nie otrzymał dyplomu naukowego, został powołany na Kurs intendentów 1932/34.

### Kurs 1931–1933 (XII promocja)
16 lutego 1931 roku weszły w życie „Warunki przyjęcia do Wyższej Szkoły Wojennej”. Zgodnie z nimi na kurs 1931/33 Wyższej Szkoły Wojennej miało być przyjętych 55 oficerów, którzy:
- zdali egzamin przedwstępny,
- odbyli dwumiesięczną praktykę w broniach w okresie od 15 lipca do 15 września 1931 roku,
- ukończyli kurs próbny przy Wyższej Szkole Wojennej w okresie od 15 października do 15 grudnia 1931 roku[92].

4 stycznia 1932 roku rozpoczął się dwuletni kurs 1931–1933 Wyższej Szkoły Wojennej.
3 listopada 1932 roku na kurs zostali powołani: major Jan Lamers z 36 pp i rotmistrz Grzegorz Dobrowolski-Doliwa z 17 puł.
Po zakończeniu I roku kpt. Marian Zimnal i rtm. Józef Makowiecki zostali skierowani na studia w École Supérieure de Guerre w Paryżu.
1 października 1933 roku absolwentom Kursu Normalnego 1931–1933 Wyższej Szkoły Wojennej Minister Spraw Wojskowych nadał tytuł naukowy oficerów dyplomowanych i przeniósł na stanowiska służbowe.
1. ppłk piech. Bronisław Warzybok
2. mjr piech. Aleksander Aleksandrowicz
3. mjr piech. Jan Lamers
4. mjr piech. Czesław Parczyński
5. mjr piech. Kazimierz Stawiarski
6. mjr piech. Feliks Wójcik
7. kpt. piech. Antoni Baran
8. kpt. piech. Feliks Fortunat Brzeskwiński
9. kpt. piech. Ernest Buchta
10. kpt. piech. Filip Jan Dubeński
11. kpt. piech. Witold Grzembo
12. kpt. piech. Tadeusz Henisz[97]
13. kpt. piech. Andrzej Hytroś
14. kpt. piech. Mieczysław Królak
15. kpt. piech. Fryderyk Langer
16. kpt. piech. Bronisław Konstanty Tusch
17. kpt. piech. Wojciech Wayda
18. por. piech. Aleksander Marian Romiszowski
19. por. piech. Adam Szydłowski
20. ppłk kaw. Józef Szostak
21. mjr kaw. Grzegorz Dobrowolski-Doliwa
22. mjr kaw. Józef Sienkiewicz
23. rtm. Edward Boniecki
24. rtm. Zygmunt III Dobrowolski
25. rtm. Feliks Stanisław Guzowski
26. rtm. Jan Kazimierz Jastrzębski
27. rtm. Jerzy II Kozłowski
28. rtm. Józef Lidwin
29. rtm. Leon Pruszanowski
30. rtm. Romuald Stankiewicz
31. rtm. Wacław Zatorski
32. por. kaw. Feliks Bolechowski
33. mjr art. Mieczysław Kominkowski
34. mjr art. Kazimierz Kuś
35. kpt. art. Józef Konrad Gorski
36. kpt. art. Antoni Mordasewicz
37. kpt. art. Tadeusz IV Nowakowski[g]
38. kpt. art. Kazimierz Surdykowski
39. kpt. art. Juliusz Szostak
40. por. art. Jerzy Bereśniewicz
41. por. art. Mieczysław Oborski
42. mjr sap. Władysław Weryho
43. kpt. sap. Ludwik II Michałowski
44. kpt. sap. Michał Protasewicz
45. kpt. obs. Adam Kurowski
46. por. pil. Bohdan Kleczyński
47. por. pil. Eugeniusz Sylwester Wyrwicki
48. kpt. kontr. Petro Samutin (hospitant)
49. kpt. kontr. Aleksander Walijski (hospitant)

W czerwcu 1933 kpt. piech. Edmund Ginalski został przydzielony do WINW w Warszawie, a kpt. Walenty Węgrzyn otrzymał przeniesienie do 6 psp w Samborze. W listopadzie 1933 kpt. piech. Edmund Ludwik Michalski został przeniesiony do 68 pp we Wrześni. Kursu nie ukończył rtm. Jerzy Edward Anders, który po pierwszym roku nauki odszedł ze szkoły i wrócił do macierzystego 9 psk w Grajewie. Kapitanowie Ginalski i Michalski dyplomy naukowe otrzymali 1 listopada 1934 razem ze słuchaczami XIII promocji. Kpt. Walenty Węgrzyn zmarł 16 listopada 1933 w Warszawie. Był odznaczony Krzyżem Walecznych i Medalem Niepodległości.

### Kurs 1932–1934 (XIII promocja)
3 listopada 1932 do Wyższej Szkoły Wojennej zostało powołanych 43 słuchaczy i 4 hospitanów Kursu 1932/34. Po ukończeniu I roku nauki porucznicy artylerii Ignacy Bukowski i Leon Fudakowski zostali skierowani na dwuletnie studia w École Supérieure de Guerre w Paryżu. Ponadto w trakcie I roku nauki ubyło 7 słuchaczy, a kolejnych 6 w trakcie II roku. Kursu nie ukończyli: kpt. piech. Arnold Jaskowski, kpt. piech. Mieczysław Kaliciński, kpt. piech. Walenty Węgrzyn, por. piech. Franciszek Andrzej Mirosław Derejski, por. kaw. Stefan Cichocki, kpt. art. Feliks Koszucki, por. art. Roman Borkowski, por. art. Jan Kosowicz oraz kpt. piech. Ludwik Stanisław Prade, por. piech. Jerzy Jan Kobyliński, rtm. Leonard Furs-Żyrkiewicz, kpt. art. Eugeniusz Chmiołek i por. lot. Jan Bąk.
Z dniem 1 listopada 1934 minister spraw wojskowych nadał 28 absolwentom kursu normalnego rocznika 1932–1934 tytuł naukowy oficera dyplomowanego i przeniósł na stanowiska służbowe.

1. mjr piech. Wilhelm Heinrich
2. mjr piech. Józef Matecki
3. mjr piech. Kazimierz Marczewski
4. kpt. piech. Feliks Janson
5. kpt. piech. Władysław I Kaczmarek[112]
6. kpt. piech. Franciszek Kłosowski
7. kpt. piech. Julian Edmund Parczyński
8. kpt. piech. Antoni Rawicz-Szczerbo
9. kpt. piech. Roman Jan Różycki
10. kpt. piech. Stanisław Sielecki
11. por. piech. Stanisław Niewiarowski
12. por. piech. Marian Łowiński
13. rtm. Edmund Leopold Chełmiński
14. rtm. Tadeusz Grzeżułko
15. rtm. Michał Gulcz
16. por. kaw. Andrzej Hlawaty
17. mjr art. Tadeusz Tabiszewski
18. kpt. art. Edward Jaskulski
19. kpt. art. Tadeusz Paschalski
20. por. art. Olgierd Borkowski
21. por. art. Witold Konstanty Lisowski
22. por. art. Stanisław Marczyński
23. por. art. Zbigniew Marynowski
24. por. art. Jan Stanisław Sadowski
25. kpt. sap. Władysław Płóciennik
26. por. sap. Jan Jaźwiński
27. por. sap. Mieczysław I Rutkowski
28. kpt. łącz. Władysław Jamka

W tym samym terminie tytuł naukowy oficera dyplomowanego otrzymało dwóch słuchaczy Kursu 1931/33: Edmund Ginalski i Edmund Michalski. Ponadto kurs ukończyło czterech hospitantów: mjr lek. dr Władysław Gergovich i mjr lek. dr Zenon Szczefanowicz oraz kpt. kontr. Petro Diaczenko i kpt. kontr. Mykoła Palijenko.

### Kurs 1933–1935 (XIV promocja)
Na egzamin przedwstępny zostało powołanych 64 oficerów. Na kurs przygotowawczy w Centrum Wyszkolenia Piechoty w Rembertowie (od 9 stycznia do 20 marca 1933) zostało powołanych 41 oficerów. Na egzamin sprawdzający powołanych zostało 34 oficerów. Egazamin odbył się w dniach 2–7 kwietnia 1933. Od 16 lipca do 15 września 1933 kandydaci odbyli praktyki w oddziałach broni. Powołano do Wyższej Szkoły Wojennej 25 oficerów oraz 5 hospitantów. Kurs rozpoczął się 3 listopada 1933.

1. kpt. piech. Władysław Bydliński
2. kpt. piech. Tadeusz Grzeszkiewicz
3. kpt. piech. Bartłomiej Wincenty Ściegienny
4. por. piech. Stefan Ciba
5. por. piech. Jan Ender
6. por. piech. Aleksander Szendryk
7. rtm. Jerzy Falkowski
8. rtm. Jan Rudnicki
9. rtm. Franciszek Skibiński
10. por. kaw. Stanisław Maleszewski
11. kpt. art. Feliks Albiński
12. kpt. art. Stanisław Kuniczak
13. kpt. art. Władysław Mierzyński
14. kpt. art. Wojciech Zenon Wilkoński
15. por. art. Wacław Chocianowicz
16. por. art. Zygmunt Choynowski
17. por. art. Tadeusz Kolasiński
18. por. art. Mieczysław Petecki
19. por. art. Romuald Struczkowski
20. por. art. Marian Utnik
21. por. art. Ryszard Władysław Wiśniewski
22. por. sap. Bolesław Barański
23. por. sap. Ryszard Małaszkiewicz
24. por. sap. Leonard Matrybiński
25. por. sap. Zygmunt Wojewódzki
26. kpt. lek. Eugeniusz Bojarski (hospitant)
27. kpt. lek. Włodzimierz Żarnowski (hospitant)
28. por. kontr. Dawid Kipiani (hospitant) †21 VIII 1937[117]
29. por. kontr. Szymon Kobiaszwili (hospitant)
30. kpt. armii japońskiej Matsumoro Tomakato (hospitant)

Po ukończeniu I roku rtm. Jerzy Falkowski i por. kaw. Stanisław Maleszewski kontynuowali naukę w École Supérieure de Guerre w Paryżu. Dwóch oficerów artylerii po I roku zostało przeniesionych: kpt. Wojciech Zenon Wilkoński do 32 Dywizjonu Artylerii Lekkiej w Rembertowie, a por. Ryszard Władysław Wiśniewski do 21 Pułku Artylerii Lekkiej w Białej. Na opublikowanej w Dzienniku Personalnym MSWojsk. liście oficerów powołanych na Kurs 1933–1935 znalazł się także por. art. Zygmunt Frankiewicz z 3 Pułku Pancernego w Modlinie. Skreślenie wymienionego oficera ze wspomnianej listy ogłoszono w Dzienniku Personalnym MSWojsk. nr 11 z 7 czerwca 1934 roku. Porucznik Frankiewicz po likwidacji 3 Pułku Pancernego został przeniesiony do 3 Batalionu Czołgów i Samochodów Pancernych w Warszawie, a następnie do 21 Pułku Artylerii Lekkiej w Białej
Kurs ukończyło 21 oficerów i 5 hospitantów. Zarządzeniem kierownika Ministerstwa Spraw Wojskowych z 20 września 1935 absolwenci XIV promoci otrzymali dyplomy i tytuły naukowe oficerów dyplomowanych.

### Kurs 1934–1936 (XV promocja)
Na egzamin przedwstępny zostało powołanych 83 oficerów. Egzamin zdało 69 oficerów. Na egzamin konkursowy, część I, zostało powołanych 69 oficerów. Na część II egzaminu konkursowego zostało powołanych do Centrum Wyszkolenia Piechoty w Rembertowie 45 oficerów. Powołano do Wyższej Szkoły Wojennej 27 oficerów oraz 5 hospitantów. Kurs ukończyło 25 oficerów i 5 hospitantów. Pod koniec I roku studiów por. piech. Franciszek Herman przeniesiony został do École Supérieure de Guerre w Paryżu, natomiast por. art. Albert Szaad dyplom naukowy oficera dyplomowanego otrzymał 15 września 1937 roku. 3 listopada 1934 roku miała miejsce inauguracja roku szkolnego. „Uroczystość przebiegała zadziwiająco skromnie, mimo że w gmachu szkoły pojawili się również absolwenci tej uczelni sprzed 10 lat. Jakby dla uświetnienia chwili, przybył prosto z Francji płk Faury, by wygłosić bardzo piękne przemówienie o pożytku studiów taktycznych i operacyjnych”.

1. kpt. piech. Józef Kołodziejski
2. por. piech. Franciszek Herman
3. por. piech. Józef Kuropieska
4. por. piech. Stanisław Piwowarczyk
5. por. piech. Jan Wollak
6. por. piech. Wiesław Janusz Cygański
7. rtm. Leon Bittner
8. por. kaw. Eugeniusz Czarnecki
9. por. kaw. Zygmunt Julian Dobrowolski
10. por. kaw. Witold Piotr Sokolnicki
11. por. kaw. Bogusław Jerzy Kłoss
12. por. kaw. Ludwik Pawlikowski[h]
13. por. kaw. Sławomir Zarzycki
14. por. kaw. Janusz Łoś
15. por. kaw. Jerzy Kern
16. kpt. art. Marian Zajączkowski
17. por. art. Leszek Marian Biały[i]
18. por. art. Antoni Brochwicz-Lewiński
19. por. art. Tadeusz Deska
20. por. art. Stefan Marian Jędrzejewski
21. por. art. Leon Reinhold Madaliński
22. por. art. Rudolf Schreiber
23. por. art. Albert Szaad
24. por. art. Wacław Tym
25. por. art. Adam Ziętkowski
26. por. sap. Felicjan Majorkiewicz
27. por. pil. Franciszek Jan Kalinowski
28. kpt. uzbr. Wincenty Skotnicki (hospitant)
29. kpt. lek. dr Franciszek Goertz (hospitant)
30. kpt. lek. dr Cyryl Mockałło (hospitant)
31. mjr kontr. Wiktor Małeć (hospitant)
32. oficer armii estońskiej Tomback Reill (hospitant)

### Kurs 1935–1937 (XVI promocja)
1. kpt. piech. Józef Bochenek
2. kpt. piech. Stanisław Jachnik
3. kpt. piech. Leon Marchwicki
4. kpt. piech. Stanisław Andrzej Rozwadowski
5. por. piech. Marian Edmund Budek (†20 IX 1939)
6. por. piech. Janusz Chmielowski
7. por. piech. Stanisław Otton Drzewiecki (†18 VII 1944)
8. por. piech. Jan Lenkiewicz
9. por. piech. Jerzy Nowakowski
10. por. piech. Antoni Olechnowicz
11. por. piech. Ryszard Referowski
12. por. piech. Józef Szyrmer vel Schirmer
13. por. piech. Józef Słaboszewski
14. por. kaw. Antoni Leon Landowski
15. por. kaw. Bohdan Mincer
16. por. kaw. Maksymilian Tuski
17. kpt. art. Bernard Przemysław Weiss
18. kpt. art. Jan Józef Pękalski (†19 IX 1939 Śladów)
19. por. art. Stanisław Koszutski
20. por. art. Tadeusz Bartoszewski
21. por. art. Lucjan Piotr Hajewski
22. por. art. Aleksander Jedziniak
23. por. art. Zenon Władysław Kropiński
24. por. art. Edward I Perkowicz (†IX 1939)
25. por. art. Walenty Rodziewicz (†IX 1939)
26. por. art. Emil Sikorski (†11 II 1942)
27. por. art. Aleksander Żmichowski
28. por. sap. Wacław Dłużniewski
29. por. pil. Władysław Polesiński (†IX 1939)
30. kpt. uzbr. Andrzej Feliks Tokarz[126] (hospitant)
31. kpt. lek. dr Leon Bazała (hospitant)
32. kpt. lek. dr Kornel Żabski (hospitant)

### Kurs 1936–1938 (XVII promocja)
Kurs ukończyło 37 słuchaczy oraz trzech hospitantów i dwóch oficerów kontraktowych. Wśród 37 słuchaczy było 19 oficerów piechoty (51%), 8 oficerów artylerii (22%), 4 oficerów kawalerii (11%), 3 oficerów lotnictwa (8%), 2 oficerów łączności (5%) i jeden oficer saperów (3%).

1. kpt. piech. Jan II Bielecki
2. kpt. piech. Zygmunt Braksal
3. kpt. piech. Mieczysław Józef Czupryna
4. kpt. piech. Zygmunt Jarzęcki
5. kpt. piech. Kazimierz Karpiński
6. kpt. piech. Jan Krzyżanowski
7. kpt. piech. Jan Kazimierz Lech
8. kpt. piech. Ignacy Morżkowski
9. kpt. piech. Henryk Orłowski
10. kpt. piech. Albin Potocki († wiosna 1940 Charków)
11. kpt. piech. Stanisław Jerzy Skierski
12. kpt. piech. Marian Bronisław Tonn
13. kpt. piech. Zygmunt Wirgiliusz Węgorek
14. kpt. piech. Bolesław Wójtowicz
15. kpt. piech. Stanisław Żochowski
16. por. piech. Radomir Bereszyński († 8/9 IX 1939)
17. por. piech. Kazimierz Konrad Czechowski
18. por. piech. Leon Czerniak
19. por. piech. Jan Marian Kaliński († 16 I 1944)[127]
20. rtm. Adam Galica
21. rtm. Stanisław Łubieński († 19 IX 1939)
22. rtm. Andrzej de Myszka Chołoniewski Kostórkiewicz († 19 IX 1939)
23. rtm. Tadeusz Sokołowski
24. kpt. art. Stanisław Burhard
25. kpt. art. Stanisław Kostka Kajetan Furmański
26. kpt. art. Paweł Gill
27. kpt. art. Aleksander Kieres
28. kpt. art. Janusz Kodrębski
29. kpt. art. Eugeniusz Rękosiewicz
30. kpt. art. Bohdan Zieliński
31. por. art. Stanisław Weber
32. kpt. obs. Roman Czerniawski
33. kpt. obs. Alfred Kasprzyk
34. kpt. pil. Stefan Łaszkiewicz
35. kpt. sap. Feliks Grzegrzółka († 20 IX 1939)
36. kpt. łącz. Eugeniusz Karolkiewicz
37. kpt. łącz. Zenon Starkiewicz
38. kpt. uzbr. Władysław Zaborowski (hospitant)
39. kpt. lek. dr Michał Józef Bereza (hospitant)
40. kpt. lek. dr Antoni Marian Firlej (hospitant)
41. mjr kontr. piech. Pawło Szandruk (hospitant)
42. mjr kontr. art. Włodzimierz Łagidze (hospitant)

### Kurs 1937–1939 (XVIII promocja)
Kurs XVIII ukończyło 56 oficerów Wojska Polskiego i trzech oficerów armii obcych. Wśród absolwentów szkoły znalazło się 19 oficerów piechoty, 17 oficerów artylerii, 8 oficerów kawalerii, 4 oficerów lotnictwa, 3 oficerów broni pancernych, 4 oficerów saperów, 1 oficer łączności oraz czterech hospitantów. Uroczyste wręczenie dyplomów absolwentom miało miejsce 19 sierpnia 1939.
1. kpt. piech. Stefan III Dobrowolski
2. kpt. piech. Kazimierz Różycki
3. kpt. piech. Tadeusz Zachara
4. kpt. piech. Jan Mirowski[129]
5. kpt. piech. Zygmunt Szydłowski
6. kpt. piech. Ludwik Józef Hodakowski
7. kpt. piech. Julian Serwatkiewicz
8. kpt. piech. Zygmunt Pietrzak
9. kpt. piech. Tadeusz Wojciech Wojciechowski
10. kpt. piech. Marian Gabriel Sokołowski
11. kpt. piech. Aleksander Stanisław Ratuszny
12. por. piech. Henryk Pohoski
13. por. piech. Jan Ksawery Rześniowiecki
14. por. piech. Witold Stefan Wróblewski
15. por. piech. Jan Kamieński
16. por. piech. Jan Józef Sochacki
17. por. piech. Włodzimierz Jerzy Lisiecki
18. por. piech. Józef Chomiuk
19. por. piech. Zygmunt Ludwik Stanisław Zawadzki
20. rtm. Tadeusz Radziukinas
21. rtm. Jan Piotrowski
22. por. kaw. Zdzisław Eugeniusz Gadomski
23. por. kaw. Zbigniew Bukowski
24. por. kaw. Stanisław Kaczyński
25. por. kaw. Marian Mieczysław Rozwadowski
26. por. kaw. Jerzy Klimkowski
27. por. kaw. Henryk Breza
28. kpt. art. Witold Julian Kopytyński
29. kpt. art. Witold Jacek Marian Kirchmayer
30. kpt. art. Tadeusz Eugeniusz Kankofer
31. kpt. art. Edward Jan Hełczyński
32. kpt. art. Stefan Biernacki
33. kpt. art. Roman Józef Kosiński
34. kpt. art. Mieczysław Kazimierz Szczawiński
35. kpt. art. Jan Konkorski
36. kpt. art. Adam Jaworski-Sas-Choroszkiewicz
37. por. art. Bogusław Michał Sęk
38. por. art. Czesław Roman
39. por. art. Wojciech Borzobohaty
40. por. art. Zygmunt Janke
41. por. art. Oskar Marian Grzeczkowski
42. por. art. Wiesław Aleksander Denker
43. por. art. Aleksander Blum
44. por. art. Piotr Harcaj
45. kpt. lot. Michał Filipkowski
46. por. obs. Stanisław Poziomek
47. por. lot. Ludwik Kózka
48. por. lot. Franciszek Kusek
49. kpt. br. panc. Marian Kowalczyk
50. kpt. br. panc. Marian Górski
51. kpt. br. panc. Ludwik Antoni Stankiewicz
52. por. sap. Adam Julian Szugajew
53. por. sap. Stanisław Olgierd Jaskold-Gabszewicz
54. por. sap. Jan Wojciech Kiwerski
55. por. sap. Stefan Rychter
56. por. łącz. Mieczysław Potocki
57. por. kontr. kaw. Wasyl Tatarski (hospitant)
58. mjr armii estońskiej Juhan Madise (hospitant)
59. kpt. armii rumuńskiej Josif Mondoc
60. por. armii łotewskiej Heinrich Voldemar Bruners (hospitant)

### Kurs 1938–1940 (XIX promocja)
Obok nazwisk słuchaczy kursu podano ich przydziały mobilizacyjne, a także informacje o czasie i miejscu śmierci.

1. kpt. piech. Jerzy Zenon Palęcki – oficer informacyjny 18 DP
2. kpt. piech. Jan Górecki
3. kpt. piech. Jan Krala
4. por. piech. Janusz Gorski
5. por. piech. Edward Mazurkiewicz
6. por. piech. Bolesław Kazimierz Rudecki
7. por. piech. Włodzimierz Józef Janiga – pomocnik oficera operacyjnego 30 DP † 12 IX 1939 Żyrardów
8. por. piech. Jan Kopka – oficer łączności dowódcy AD 30 DP
9. por. piech. Leon Michalak
10. por. piech. Zdzisław Marian Czekałowski – pomocnik oficera informacyjnego 12 DP
11. por. piech. Aleksander Jan Kapałka – pomocnik oficera informacyjnego 25 DP † 31 X 1939 Warszawa
12. por. piech. Dominik Kolada – pomocnik oficera informacyjnego 16 DP † 11 IV 2007 Montreal
13. por. piech. Władysław Dąbrowski
14. por. piech. Stanisław Marian Sydor
15. por. piech. Władysław Koluśniewski
16. por. piech. Stanisław Kapciuk
17. por. piech. Bolesław Tomaszewski
18. por. piech. Eugeniusz Antoni Bałko
19. por. piech. Władysław Pikuła
20. rtm. Stanisław Szczypa
21. rtm. Marian Jarząbkiewicz – pomocnik oficera informacyjnego Wlkp BK † 3 I 1981
22. por. kaw. Stefan Majchrowski – oficer informacyjny Podlaskiej BK
23. por. kaw. Zbigniew Kiedacz → wojenny kurs w ÉSdeG 1940
24. por. kaw. Ignacy Cieplak – oficer informacyjny Suw. BK
25. por. kaw. Grzegorz Cydzik
26. kpt. art. Wojciech Rankowicz – pomocnik oficera informacyjnego Wołyń. BK † 5 V 1985 Toronto
27. kpt. art. Bronisław Ludwik de Ville
28. kpt. art. Jerzy Ciemochowski
29. kpt. art. Jan Borowski
30. kpt. art. Adam Tomasz Piotrowski
31. kpt. art. Konstanty Adam Kasprzykowski
32. kpt. art. Edward Henryk Hermanowski
33. por. art. Janusz Karol Bobkowski
34. por. art. Stanisław Snarski
35. por. art. Marian Piotr Winogrodzki
36. por. art. mgr Kazimierz Jan Czajkowski
37. por. art. Władysław Wasilewski
38. por. art. Jan Izajasz Szawelski 9 DP † 27 IX 1944 Oflag VI B Dössel
39. por. art. Aleksander Rode
40. por. art. Jerzy Jazdowski
41. por. art. Mieczysław Topolnicki
42. por. art. Hubert Maculewicz – oficer informacyjny 14 DP
43. por. art. Aleksander Butkiewicz – kpt. art. oficer łącznikowy 27DP † 02 X 1989 Suwałki
44. por. art. Tadeusz Górny
45. por. art. Henryk Boroń
46. por. art. Henryk Chocianowicz
47. por. art. Bogusław Stanisław Góralik
48. por. art. Tadeusz Perdzyński – oficer informacyjny 22 DPG
49. por art. Henryk Kożuchowski
50. por. art. Aleksander Wiktor Kowalski
51. kpt. sap. inż. Maciej Kalenkiewicz
52. kpt. sap. inż. Jan VI Górski
53. por. sap. Adam Radliński
54. por. sap. Paweł Sulmicki vel Paweł Szynkaruk
55. por. sap. Adam Stanisław Szczepański → wojenny kurs w ÉSdeG 1940
56. por. sap. Aleksander Kajkowski
57. por. mgr obs. Wacław Zacharewicz
58. por. obs. Bernard Tomaszuk (* 6 IX 1907 † 4 VIII 1972 Warszawa)
59. por. pil. Wacław Wojtulewicz (* 9 X 1906) – zastępca dowódcy Eskadry Sztabowej
60. por. obs. Stanisław Buczyński (* 31 V 1910 † 7 XI 1945 Morpeth) – obserwator w Eskadrze Sztabowej
61. kpt. łącz. Ludwik Marian Rolewicz
62. kpt. łącz. Eugeniusz Kleban
63. kpt. łącz. Stanisław Czeluściński
64. por. łącz. Julian Stanisław Dudziński
65. por. łącz. Stanisław Dymus
66. rtm. kontr. Iwan Zwaryczuk (oficer kontraktowy) – pomocnik kwatermistrza Podlaskiej BK
67. kpt. Robert de Winter (oficer armii francuskiej)

### I Kurs Doszkolenia 1921–1922
16 września 1922 roku Minister Spraw Wojskowych, generał dywizji Kazimierz Sosnkowski na wniosek dowódcy Wyższej Szkoły Wojennej przyznał absolwentom kursu doszkolenia pełne kwalifikacje do pełnienia służby na stanowiskach Sztabu Generalnego i przydzielił na stanowiska służbowe.

1. płk piech. Jerzy Wołkowicki
2. płk piech. Wacław Przeździecki
3. płk jazdy Mieczysław Pożerski
4. ppłk piech. Henryk Pomazański
5. ppłk piech. Radosław Dzierżykraj-Stokalski
6. ppłk piech. Stanisław Wecki
7. ppłk piech. Stanisław Borowiec
8. ppłk piech. Ludwik Lichtarowicz
9. ppłk piech. Wilhelm Lawicz-Liszka
10. ppłk piech. Jan Niemiec-Moroński
11. ppłk jazdy Tadeusz Grabowski
12. ppłk jazdy Marian Mochnacki
13. ppłk jazdy Roman Abraham
14. ppłk art. Tadeusz Kurcyusz
15. ppłk art. Antoni Durski-Trzaska
16. ppłk sap. Franciszek Arciszewski
17. ppłk sap. Eugeniusz Kordzik
18. ppłk sap. Stanisław Miniewski
19. ppłk sap. Henryk Bagiński
20. ppłk lot. Jarosław Okulicz-Kozaryn
21. mjr piech. Wincenty Lekki
22. mjr piech. Mikołaj Freund-Krasicki
23. mjr piech. Ludwik de Laveaux
24. mjr piech. Walery Jasiński
25. mjr piech. Stefan Rowecki
26. mjr piech. Modest Ratuszyński
27. mjr piech. Ludwik Rudka
28. mjr piech. Władysław Smolarski
29. mjr piech. Jan Włodarski
30. mjr piech. Jan Rudolf Gabryś
31. mjr piech. Józef Zborzil
32. mjr piech. Zygmunt Durski
33. mjr piech. Janusz Dżugay
34. mjr piech. Teodor Furgalski
35. mjr piech. Tadeusz Różycki-Kołodziejczyk
36. mjr piech. Piotr Bartak
37. mjr piech. Aleksander Zygmunt Myszkowski
38. mjr piech. Kazimierz Florek
39. mjr piech. Mikołaj Bołtuć
40. mjr piech. Ludwik Bociański
41. mjr piech. Tadeusz Lubicz-Niezabitowski
42. mjr piech. Piotr Kończyc
43. mjr piech. dr Bolesław Pikusa
44. mjr jazdy Stanisław Lubiński
45. mjr art. Artur Pepłowski
46. mjr art. Leon Zubrzycki
47. mjr pil. Sergiusz Abżółtowski
48. kpt. piech. Witold Kirszenstein
49. kpt. piech. Stanisław Rutkowski
50. rtm. kaw. Tadeusz Machalski
51. kpt. art. Stanisław Jakub Sokołowski
52. kpt. sap. Konrad Pokorny-Ruszczyc

26 stycznia 1923 roku Minister Spraw Wojskowych na wniosek komendanta WSWoj przyznał pełne kwalifikacje do pełnienia służby na stanowiskach Sztabu Generalnego czterem oficerom aeronautycznym:
1. mjr pil. Sergiusz Abżółtowski
2. kpt. obs. Bolesław Kopyciński
3. kpt. obs. bal. Adam Stebłowski
4. kpt. pil. Wiktor Willmann

Absolwentem kursu był również mjr int. Andrzej Teper, który w listopadzie 1922 roku został przydzielony do Szefostwa Intendentury Okręgu Korpusu Nr I na stanowisko kierownika Rejonu Intendentury Modlin. Major Teper zmarł 26 czerwca 1924 roku w Warszawie. Został pochowany 2 lipca 1924 roku w Cieszynie. Major Teper w czasie I wojny światowej walczył w szeregach c. i k. Armii. Dostał się do włoskiej niewoli. Do Polski wrócił z armią gen. Hallera. Ukończył Wyższą Szkołę Intendentury. W czasie wojny z bolszewikami był szefem intendentury 6 Dywizji Piechoty.

### II Kurs Doszkolenia 1922–1923
II Kurs Doszkolenia trwał od 3 listopada 1922 roku do 15 października 1923 roku. Dodatkowo na kurs powołani zostali pułkownicy Wincenty Podgurski i Karol Schramm, majorowie Mieczysław Łebkowski, Stanisław Sosabowski, Juliusz Ulrych i Jan Ignacy Zakrzewski oraz kapitan Kazimierz Glabisz.

1. płk piech. Stanisław Wieroński
2. ppłk piech. Eugeniusz Chilarski
3. ppłk piech. Zygmunt Dzwonkowski
4. ppłk piech. Rudolf Kawiński
5. ppłk piech. Izydor Modelski
6. ppłk piech. Walery Sławek
7. ppłk piech. Tadeusz Szałowski
8. ppłk piech. Alfons Wojtkielewicz
9. ppłk piech. Jan Ignacy Zakrzewski
10. mjr piech. Zygmunt Cetnerowski
11. mjr piech. Franciszek Dudziński
12. mjr piech. Zygmunt Jerzy Kuczyński
13. mjr piech. Wincenty Kwieciński
14. mjr piech. Edward Perkowicz
15. mjr piech. Władysław Powierza
16. mjr piech. Wincenty Rudowicz
17. mjr piech. Lucjan Władysław Ruszczewski
18. mjr piech. Stanisław Sosabowski
19. mjr piech. Stanisław Świtalski
20. mjr piech. Tadeusz Trapszo
21. mjr piech. Juliusz Ulrych
22. kpt. piech. Józef Biernacki
23. kpt. piech. Ignacy Izdebski
24. kpt. piech. Andrzej Nałęcz-Korzeniowski
25. kpt. piech. Adolf Nykulak
26. kpt. piech. Józef Jan Stanisław Sierosławski
27. kpt. piech. Mieczysław Skulski
28. kpt. piech. Roman Umiastowski
29. kpt. piech. Mieczysław Zatłokal
30. ppłk jazdy Roland Bogusz
31. ppłk jazdy Jan Pryziński
32. mjr jazdy Olgierd Górka
33. mjr jazdy Stanisław Rostworowski
34. mjr jazdy Tadeusz Śmigielski
35. rtm. Zygmunt Borkowski
36. rtm. Leon Kniaziołucki
37. rtm. dr Marian Karol Feliks Maciejowski
38. rtm. Fryderyk Mally
39. rtm. Józef Świerczyński
40. rtm. Zygmunt Zalewski
41. płk art. Emil Krukowicz-Przedrzymirski
42. ppłk art. Janusz Gąsiorowski
43. mjr art. Rudolf Jagielski
44. mjr art. Tadeusz Kadyi de Kadyihàza
45. mjr art. Czesław Szystowski
46. kpt. art. Władysław Gadomski
47. kpt. art. Kazimierz Glabisz
48. kpt. art. Włodzimierz Onacewicz
49. kpt. art. Stanisław Turek
50. płk sap. kolej. Marian Przybylski
51. ppłk sap. Karol Schramm
52. ppłk sap. Władysław Zachorowski
53. mjr sap. Alfred Mitschke
54. kpt. sap. Józef Grodecki
55. ppłk łączn. Stefan Rotarski
56. mjr łączn. Wacław Dahlen
57. mjr pil. Stanisław Jasiński
58. mjr obs. Stanisław Ujejski
59. kpt. obs. Władysław Eugeniusz Heller
60. mjr lek. Franciszek Jan Waga (hospitant)
61. mjr lek. Witold Zawadowski (hospitant)

Z powodu stanu zdrowia kursu nie ukończył pułkownik Wincenty Podgurski, natomiast mjr Mieczysław Łebkowski został przeniesiony w stan nieczynny.
Z dniem 1 listopada 1923 roku mjr pd SG Włodzimierz Bem de Cosban z Kursu Doszkolenia przeniesiony został w stan nieczynny na okres 12 miesięcy bez prawa do poborów. Wymieniony oficer nie otrzymał dyplomu naukowego oficera Sztabu Generalnego.
Czterech oficerów (ppłk piech. Jan Ignacy Zakrzewski, mjr piech. Zygmunt Jerzy Kuczyński, mjr piech. Edward Perkowicz i rtm. Leon Kniaziołucki) otrzymało dyplomy naukowe oficerów SG dopiero 15 października 1924 roku, po odbyciu podróży taktycznej z kursem doszkolenia 1923/24 (1 czerwca – 30 lipca 1924 roku).

### III Kurs Doszkolenia 1923–1924
Z dniem 2 listopada 1923 minister spraw wojskowych przydzielił niżej wymienionych oficerów do macierzystych oddziałów z jednoczesnym odkomenderowaniem na jednoroczny kurs doszkolenia w Wyższej Szkole Wojennej w Warszawie w roku 1923/1924.
Z dniem 15 października 1924 minister spraw wojskowych przydzielił absolwentów kursu, którzy otrzymali dyplomy naukowe oficerów Sztabu Generalnego na nowe stanowiska służbowe. Dyplom naukowy nie przysługiwał hospitantom kursu.

1. płk piech. Tadeusz Malinowski
2. ppłk piech. Marian Czerniewski
3. ppłk piech. Juliusz Drapella
4. ppłk piech. Stefan Iwanowski
5. ppłk piech. Adam Koc
6. ppłk piech. Marian Kijowski
7. ppłk piech. Antoni Kamiński
8. ppłk piech. Ignacy Matuszewski
9. ppłk piech. Stanisław Ostrowski
10. ppłk piech. Bronisław Pieracki
11. ppłk piech. Florian Smykal
12. ppłk piech. Romuald Wolikowski
13. ppłk piech. Witold Wartha
14. mjr piech. Benedykt Chłusewicz
15. mjr piech. Zygmunt Grabowski
16. mjr piech. Ernest Giżejewski
17. mjr piech. Gwido Kawiński
18. mjr piech. Stanisław Kara
19. mjr piech. Aleksander Misiurewicz
20. mjr piech. Stanisław Maczek
21. mjr piech. Kazimierz Południowski
22. mjr piech. Władysław Sokołowski
23. mjr piech. Michał Stefanicki
24. mjr piech. Józef Urbanek
25. mjr piech. Adam Werschner
26. kpt. piech. Leon Bączkiewicz
27. kpt. piech. Stanisław Jan Kucharski
28. kpt. piech. Konrad Libicki
29. kpt. piech. Andrzej Liebich
30. kpt. piech. Karol Lilienfeld-Krzewski
31. kpt. piech. Jan Maliszewski
32. kpt. piech. Tadeusz Rudnicki
33. kpt. piech. Jan Radoliński
34. płk kaw. Sergiusz Zahorski
35. ppłk kaw. Bronisław Wzacny
36. mjr kaw. Mieczysław Grużewski
37. mjr kaw. Hilary Kossak
38. rtm. Mieczysław Biernacki
39. rtm. dr Roman Cieszyński
40. rtm. Medard Cibicki
41. rtm. Kazimierz Dworak
42. ppłk art. Tadeusz Schaetzel
43. mjr art. Zdzisław Adamczyk
44. mjr art. Wiktor Czarnocki
45. mjr art. Jan Kulczycki
46. kpt. art. Stefan Brzeszczyński
47. kpt. art. Władysław II Rozwadowski
48. ppłk sap. kol. Wiktor Batycki
49. ppłk sap. kol. Aleksander Bobkowski
50. ppłk sap. kol. Aleksander Szychowski
51. mjr aer. Stanisław Kuźmiński
52. mjr lek. Jan Garbowski (hospitant)
53. mjr lek. Kazimierz Baranowski (hospitant)

Spośród słuchaczy III Kursu kapitan piechoty Seweryn Elterlein tytuł naukowy oficera SG otrzymał dopiero w 1926 roku po odbyciu podróży taktycznej.
Kursu nie ukończyli: kpt. pd SG Władysław Zakrzewski, rtm. pd SG Emil Grabowski i por. pd SG Władysław Sperczyński. Wymienieni oficerowie z dniem 1 kwietnia 1924 roku wrócili do macierzystych oddziałów. Pierwszy do 57 pp na stanowisko p.o. dowódcy I batalionu, drugi do 12 puł, a trzeci do 7 pac.
Na kurs został powołany mjr pd SG Adolf Senkowski. W sierpniu 1924 roku został przeniesiony z korpusu oficerów uzbrojenia do korpusu oficerów artylerii z równoczesnym wcieleniem do 22 pap i pozostawieniem na odkomenderowaniu na kursie doszkolenia.

### IV Kurs Doszkolenia 3 XI 1924 – 15 X 1925
IV Kurs Doszkolenia 1924–1925 był ostatnim kursem doszkolenia w historii szkoły. Słuchacze zostali odkomenderowani na kurs z dniem 1 listopada 1924 roku. „Oficerowie uprawnieni do przejścia tego kursu” mieli się zameldować u komendanta Wyższej Szkoły Wojennej 3 listopada 1924 roku o godz. 10.00. Minister Spraw Wojskowych, generał dywizji Władysław Sikorski stwierdził: „tym samym zostaje lista uprawnionych do przejścia kursu doszkolenia W.S.Woj. raz na zawsze zlikwidowana i kursy takie nie będą w przyszłości otwierane. Zabraniam zatem wnoszenia jakichkolwiek podań i próśb w tej sprawie”. Absolwenci Kursu Doszkolenia 1924–1925 otrzymali dyplomy naukowe oficerów Sztabu Generalnego i z dniem 15 października 1925 roku zostali przydzieleni na stanowiska oficerów Sztabu Generalnego oraz przydzieleni na stanowiska liniowe.

1. płk piech. Władysław Pieniążek
2. płk rez. piech. pow. do sł. czyn. Emil Zawadzki
3. ppłk piech. Mieczysław Wyżeł-Ścieżyński
4. ppłk piech. Maksymilian Milan-Kamski
5. ppłk piech. Maciej Euzebiusz Bardel
6. ppłk piech. inż. Otton Czuruk
7. ppłk piech. Bronisław Radziejowski
8. mjr piech. Witold Stankiewicz
9. mjr piech. Józef Sas-Hoszowski
10. mjr piech. Stanisław Walawski
11. mjr piech. Marian Morawski
12. mjr piech. Leopold Gebel
13. mjr piech. Hugo Zallman
14. mjr piech. January Ehrlich
15. mjr piech. Bolesław Stanisław Borkowski
16. mjr piech. Władysław Ignacy Michalski
17. mjr piech. Kazimierz Soldenhoff
18. mjr piech. Karol Strusiewicz
19. mjr piech. Walery Alojzy Krokay
20. kpt. piech. Mirosław Józef Kalinka
21. kpt. piech. Stanisław Julian Toruń
22. kpt. piech. Karol Rudolf Klimosch
23. kpt. piech. Franciszek Jan Białecki
24. kpt. piech. Tadeusz Łojak
25. kpt. piech. Stefan Antoni Mayer
26. kpt. piech. Antoni Rogowski
27. kpt. piech. Jerzy Stawiński
28. kpt. piech. Karol Jan Stańczyk
29. kpt. piech. Władysław Celiński
30. kpt. piech. Jerzy Jagiełło
31. płk kaw. Marian Przewłocki
32. płk kaw. Bolesław Wieniawa-Długoszowski
33. ppłk kaw. Adam Korytowski
34. ppłk kaw. Ludwik Kmicic-Skrzyński
35. ppłk kaw. Kazimierz Stamirowski
36. ppłk kaw. Jerzy Grobicki
37. ppłk kaw. August Starzeński
38. ppłk kaw. Bolesław Jerzy Świdziński
39. mjr kaw. Adam Mniszek
40. mjr kaw. Antoni Jan Bogusławski
41. rtm. Leon Mitkiewicz-Żółłtek
42. rtm. Adam Remigiusz Grocholski
43. rtm. Wiktor Brodkiewicz[148]
44. rtm. Aleksander Jan Łubieński
45. płk art. Jan Tiletschke
46. ppłk art. Józef Beck
47. ppłk art. Karol Matkowski
48. ppłk art. Władysław Kiliński
49. mjr art. Tadeusz Kawecki
50. mjr art. Tadeusz Procner
51. mjr art. Tadeusz Leon Sheybal
52. mjr art. Tadeusz Feliks Skwarczyński
53. mjr art. Władysław Zbigniew Szymański
54. kpt. art. Karol Rychter
55. kpt. art. Aleksander Poncet de Sandon
56. kpt. art. Marian Kandl
57. kpt. art. Eugeniusz Hinterhoff
58. kpt. art. Jan Durski[149]
59. kpt. art. Henryk Przedrzymirski-Krukowicz
60. kpt. art. Zdzisław Grzymirski
61. kpt. art. Tadeusz Niezabitowski
62. kpt. art. Józef II Rytel[150]
63. kpt. art. Tadeusz Strutyński
64. kpt. art. Jan Barański
65. płk sap. kolej. Marian Eugeniusz Kozłowski
66. ppłk sap. Ignacy Boerner
67. mjr sap. Maciej Romer
68. płk aer. Ludomił Rayski
69. mjr łącz. Kazimierz Jackowski
70. kmdr ppor. inż. Karol Firich

### Kurs doskonalący dla oficerów dyplomowanych przy WSWoj. 1938–1939
Kurs doskonalący dla oficerów dyplomowanych zorganizowany został w listopadzie 1938 przy Wyższej Szkole Wojennej w Warszawie i przerwany w trzeciej dekadzie marca 1939, po rozpoczęciu mobilizacji alarmowej. Jeden ze słuchaczy widział w nim „pierwszą próbę uruchomienia trzeciego roku wyższych studiów wojskowych dla absolwentów dwuletniej Wyższej Szkoły Wojennej” natomiast Marian Utnik postrzegał kurs jako „uzupełnienie kwalifikacji oficerów dyplomowanych wyższych stopni, wytypowanych na szefów sztabów i kwatermistrzów w dowództwach armii, po smutnych doświadczeniach akcji na Zaolziu”. W kursie uczestniczyło 13 słuchaczy, z których jeden był absolwentem dwuletniego kursu we francuskiej Wyższej Szkole Wojennej (Kopański), jeden ukończył roczny kurs doszkolenia w WSWoj. (Borkowski), a jedenastu dwuletni kurs WSWoj. Na kurs powołano wyłącznie oficerów broni głównych i jednego oficera lotnictwa. Większość wśród kursantów stanowili oficerowie piechoty, których było ośmiu. Kawalerię i artylerię reprezentowało po dwóch oficerów. W nawiasach podano rok ukończenia wyższej uczelni wojskowej i stanowisko zajmowane w chwili powołania na kurs oraz funkcje pełnione po rozwiązaniu kursu i w czasie kampanii wrześniowej.
1. ppłk dypl. piech. Kazimierz Aleksandrowicz (V Kurs Normalny 1924–1926) → szef sztabu DOK I,
2. ppłk dypl. piech. Bolesław Stanisław Borkowski (IV Kurs Doszkolenia 1924–1925, dowódca 21 pp) → kwatermistrz Armii „Poznań”,
3. płk dypl. piech. Stanisław Dworzak (IX Kurs Normalny 1928–1930, dowódca 69 pp) → dowódca 69 pp,
4. płk dypl. kaw. Witold Gierulewicz (IV Kurs Normalny 1923–1925, dowódca 6 psk) → kwatermistrz DOK IV (we IX 1939 kwatermistrz Frontu Południowego),
5. płk dypl. piech. Stanisław Edward Grodzki (IX Kurs Normalny 1928–1930, dowódca 57 pp) → szef sztabu Armii „Modlin”,
6. płk dypl. art. Stanisław Kopański (Kurs Normalny École Supérieure de Guerre 1927–1929, dowódca 1 pamot) → szef Oddziału III Sztabu Głównego WP,
7. płk dypl. piech. Adam Świtalski (III Kurs Normalny 1922–1924, dowódca 25 pp) → dowódca 25 pp,
8. płk dypl. piech. Franciszek Tomsa-Zapolski (VIII Kurs Normalny 1927–1929) → kwatermistrz Armii „Kraków”,
9. płk dypl. kaw. Janusz Bohdan Bokszczanin (XI Kurs Normalny 1930–1932, szef Wydziału Wyszkolenia w Departamencie Kawalerii M.S.Wojsk.) → kwatermistrz Armii „Modlin” (od 4 VIII 1939 dowódca 10 psk),
10. ppłk dypl. piech. Czesław Henryk Kopański (XI Kurs Normalny 1930–1932, zastępca dowódcy 48 pp) → kwatermistrz Armii „Pomorze”,
11. ppłk dypl. art. Stanisław Podkowiński (X Kurs Normalny 1929–1931, dowódca 6 dak) → szef sztabu SGO „Narew”,
12. ppłk dypl. piech. Stanisław Pstrokoński (IV Kurs Normalny 1923–1925) → zastępca szefa Oddziału III Sztabu Armii „Kraków” (od VIII kwatermistrz Armii „Karpaty”),
13. ppłk dypl. obs. Felicjan Sterba (IV Kurs Normalny 1923–1925, zastępca dowódcy 2 plot) → szef sztabu lotnictwa i OPL Armii „Kraków”.

### Kursy Wojenne Wyższej Szkoły Wojennej w Wielkiej Brytanii 1940–1946
Szkoła mieściła się w Eddleston, w Szkocji, w zabytkowym pałacu, wykorzystywanym jako hotel o nazwie „Black Barony”. Słuchacze mieszkali w kwaterach prywatnych, w oddalonej o sześć kilometrów miejscowości Peebles. W latach 1969–1977 właścicielem „Czarnego barona” był Jan Tomasik, były żołnierz 1 Dywizji Pancernej. W 1975, z jego inicjatywy, na terenie hotelu została wykonana największa na świecie mapa plastyczna – „Wielka Polska Mapa Szkocji” (ang. Great Polish Map of Scotland).

#### II Kurs Wojenny 1942
Na podstawie rozkazu L.dz. 1340/Pers.43 Sztabu Naczelnego Wodza z 25 marca 1943 roku niżej wymienieni absolwenci II Kursu zostali z dniem 15 kwietnia 1943 roku przeniesieni do Dowództwa 1 Samodzielnej Brygady Strzelców:
- kpt. piech. Alfred Jüttner,
- por. piech. Zbigniew Władysław Nirreński,
- por. piech. Jerzy Głogowski,
- por. łącz. Mikołaj Pankiewicz,
- por. lek. Wacław Wołyncewicz do 1 kompanii sanitarnej[154].
- por. sap. Kazimierz Bilski cichociemny

#### III Kurs Wojenny 1943
Egzamin wstępny został przeprowadzony 1 marca 1943 roku. Od 4 kwietnia do 18 czerwca 1943 roku został przeprowadzony Kurs Przygotowawczy do Wyższej Szkoły Wojennej pod kierownictwem podpułkownika Czesława Rzedzickiego. Następnie kandydaci odbyli staże w oddziałach broni.
Kandydatom, którzy ukończyli kurs przygotowawczy należało udzielić urlopów w terminie od 27 czerwca do 9 lipca. Na podstawie rozkazu Sztabu Naczelnego Wodza L.dz. 2677/Pers.43 z 22 czerwca 1943 roku i rozkazu dowódcy I Korpusu L.dz. 8429/O.I.Of.43 z 28 czerwca 1943 roku kandydaci zostali przeniesieni do Wyższej Szkoły Wojennej w charakterze słuchaczy.
10 lipca 1943 roku w Eddleston rozpoczął się właściwy kurs. Słuchacze zakwaterowani byli w odległym o 6 km miasteczku Peebles. Na kurs zostało przyjętych 43 oficerów. Wśród słuchaczy znalazł się jeden major służby zdrowia i jeden podporucznik. Pozostali słuchacze posiadali stopnie kapitana i porucznika. W tej grupie był jeden oficer Armii Czechosłowackiej i dwóch oficerów rezerwy, po raz pierwszy w historii uczelni. Kurs został zakończony 18 grudnia 1943 roku. Słuchacze kursu mogli otrzymać tylko dwie oceny „pomyślną” lub „nie pomyślną”.
- kpt. sap. Bolesław Kozłowski[158]
- kpt. lek. Józef Horbaczewski z 2 baonu strzelców („słuchacz nadzwyczajny”[159])
- por. piech. Marian Antoni Długołęcki z 2 baonu strzelców[156]
- por. Ludwik Fortuna cichociemny[160]
- por. piech. Jan Matyszczyk z 3 baonu strzelców[156]
- por. Jan Lorys
- por. Łukjaniec
- por. Józef Ożana
- por. Jan Serafin
- por. Władysław Klemens Stasiak
- por. Ludwik Bogdan Zwolański

#### VI Kurs Wojenny 1945–1946
W 1945 roku, po zakończeniu wojny, został przeprowadzony egzamin dla kandydatów na VI Kurs Wyższej Szkoły Wojennej. Do egzaminu przystąpiło ponad stu kandydatów, w tym kilku oficerów rezerwy z doświadczeniem wojennym. Jak wspomina jeden z absolwentów, egzamin został przeprowadzony prawdopodobnie na wzór amerykański i obejmował między innymi psychotesty. W czasie egzaminów odpadła ponad połowa kandydatów, w większości oficerów starszych. Oficerowie, którzy zdali egzamin zostali skierowani na staże do oddziałów broni. Od 20 lipca do 24 listopada 1945 roku w miejscowości Crieff został przeprowadzony Kurs Przygotowawczy do Wyższej Szkoły Wojennej. Właściwy kurs rozpoczął się w styczniu 1946 roku i zakończył w lipcu tego roku. Wykłady odbywały się w miejscowości Cupar. Część kursantów była zakwaterowana w nadmorskim kurorcie Saint Andrews.
- mjr Tadeusz Klimowski, cichociemny
- mjr piech. Kazimierz Szternal, cichociemny
- kpt. art. Ludwik Witkowski, cichociemny
- kpt. br. panc. Tomasz Kostuch, cichociemny
- kpt. Franciszek Malik, cichociemny
- por. piech. Wilhelm Kohlman z 4 bckm
- por. Wilhelm Kula
- por. rez. sap. Mieczysław Borchólski
- por. rez. sap. Konrad Jakubowski

26 lipca 1946 roku dowódca 4 Dywizji Piechoty przydzielił kapitana Franciszka Malika oraz poruczników: Wilhelma Kohlmana i Wilhelma Kulę do 4 bckm.

#### Pozostali absolwenci
- kpt. dypl. Marian Długołęcki
- pil. Zdzisław Krasnodębski
- por. piech. Stanisław Sędziak
- mjr dypl. Bolesław Jackiewicz

## Upamiętnienie
Po II wojnie światowej na emigracji w Wielkiej Brytanii zawiązano komitet obchodu 50-lecia Wyższej Szkoły Wojennej (ang. Ex. P.G.S. Officers’ Association; działał w nim m.in. mjr dypl. Eugeniusz Hinterhoff), który w 1969 planował wydanie księgi pamiątkowej oraz zorganizowanie uroczystości jubileuszowych, a także podjął starania celem zlokalizowania absolwentów uczelni (do połowy 1969 nawiązano kontakt z ok. 400 z żyjących 600). W 1969 w Londynie, nakładem oficerów dyplomowanych na obczyźnie, została wydana praca zatytułowana W 50-lecie powstania Wyższej Szkoły Wojennej w Warszawie, pod redakcją płk. dypl. Wacława Chocianowicza.